# 香港崇光百貨
22°16′49″N 114°11′05″E / 22.28034°N 114.18464°E
崇光（香港）百貨有限公司（英文：SOGO Hong Kong Company Limited）是香港的一間百貨公司，原本屬於日本崇光百貨，現時則由利福國際（港交所：1212）持有，財務上已經與日本崇光沒有任何關係，但與日本崇光仍有一定的業務合作。

## 歷史
香港崇光百貨於1985年5月31日開業，同日為香港地下鐵路（現稱港鐵）港島綫通車日。首家分店位於香港島銅鑼灣軒尼詩道555號東角中心，當時面積有12萬平方呎；1993年原址進行擴建工程，面積增加一倍，並名為Jumbo Sogo，擴建後成為全港最大百貨店。
1996年11月，崇光在對面東角道置安大廈（東角Laforet現址）開設The New Face by Sogo，後易名為Beaute@Sogo。1997年7月，又打通隔鄰金百利商場地庫，連接至東角中心崇光地庫，開設超級市場The Supermart by Sogo（現稱“Freshmart”）。
2000年，日本崇光宣告破產，華人置業的劉鑾雄及周大福的鄭裕彤共用35億港元收購香港崇光百貨。
2001年12月，B2層崇光超市翻新後改稱為FRESHMART。
2004年4月15日，崇光之控股公司利福國際集團有限公司於香港聯合交易所上市。 
2005年9月30日，崇光在尖沙咀名店城原址開設尖沙咀分店。同年10月5日，崇光宣佈會在荃灣如心廣場基座設立第3間百貨店，但最終取消計劃。
2012年7月31日，新世界發展方面以計劃拆卸名店城為理由向利福國際提早解約，尖沙咀店最終於2014年2月12日結業。其後新店選址位於香港喜來登酒店，於2014年7月15日開展工程，並於2014年11月8日開業。
2016年，利福國際以73.9億元奪得啟德商業項目，2017年12月動工，預計2023年啟用。項目包括兩幢商業大廈和崇光啟德分店，還有其他零售、娛樂、餐飲及生活時尚的配套設施。
2023年3月12日，尖沙咀分店結業。
2024年11月15日，啟德旗艦店開業。

## 銅鑼灣店

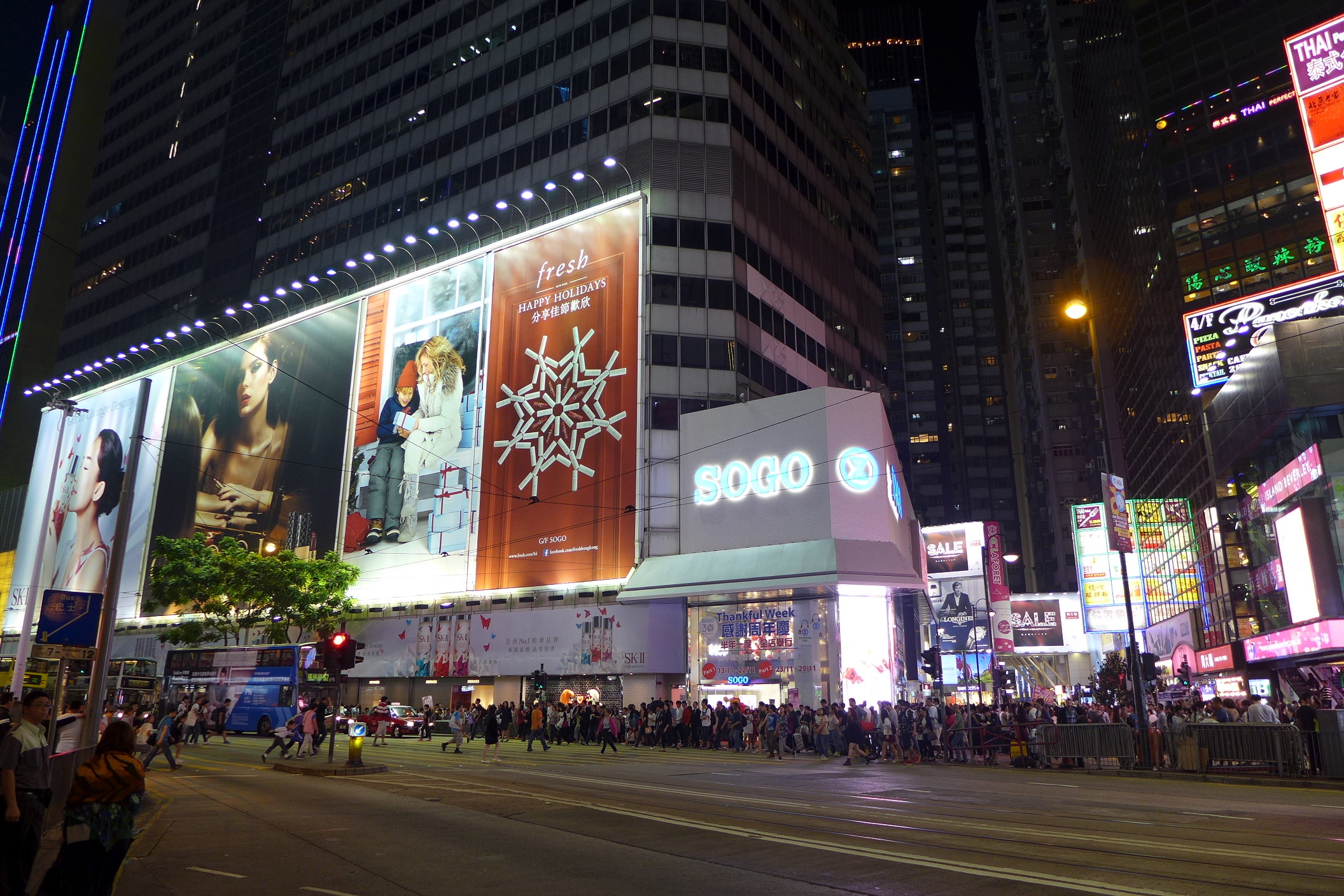
銅鑼灣崇光百貨於軒尼詩道與東角道交界的正門

銅鑼灣東角中心為崇光香港百貨總店，於1985年5月31日開業，當時面積有12萬平方呎。到1993年在隔鄰加建，面積增加一倍，並命名為Jumbo Sogo，擴建後成為全港最大百貨店。到2004年在11至16樓增設Sogo Club。現時，崇光銅鑼灣店共有19層，平均每日人流8.9萬人次。
B2層為Freshmart（前稱Supermart）位於銅鑼灣和尖沙咀崇光百貨地庫二樓，為崇光百貨的超市。B1層設化妝品專區、皮具名店及男女裝皮鞋，其中化妝品專區於2014年翻新；地下為世界名牌手袋及配飾，以至化妝品及護膚品專區；1樓為名牌手袋及配飾、珠寶首飾及配飾層；2樓為女士服飾、內衣褲、精品及手袋專層；3樓為男女青春便服、手錶、珠寶首飾及配飾專層；4樓為運動服裝及用品專層；5樓為男裝恤衫、內衣、名牌西裝及配襯飾物專層；6樓為鞋履配飾；7樓為兒童及嬰兒服裝、玩具專層；8樓為扭蛋機及機房；9樓為寢具及浴室用品、旅遊、保健用具；10樓為電器及廚具專層。6至10樓於2016年2月至5月進行翻新，原本設於7-9樓的中庭縮減為7-8樓。
11樓至16樓為Sogo Club。11樓設有皇冠書屋、旭屋書店，售賣中文及日文書籍、東京眼鏡以及咖啡廳La Serene Cafe S.、12樓為高級瓷器及水晶精品店、13樓為樂聲牌陳列室及AV Life、14樓至15樓為美妍中心、16樓為崇光活動廳。該範圍於2016年完成翻新，由Alexander Wong設計。

### 翻新前各層面貌

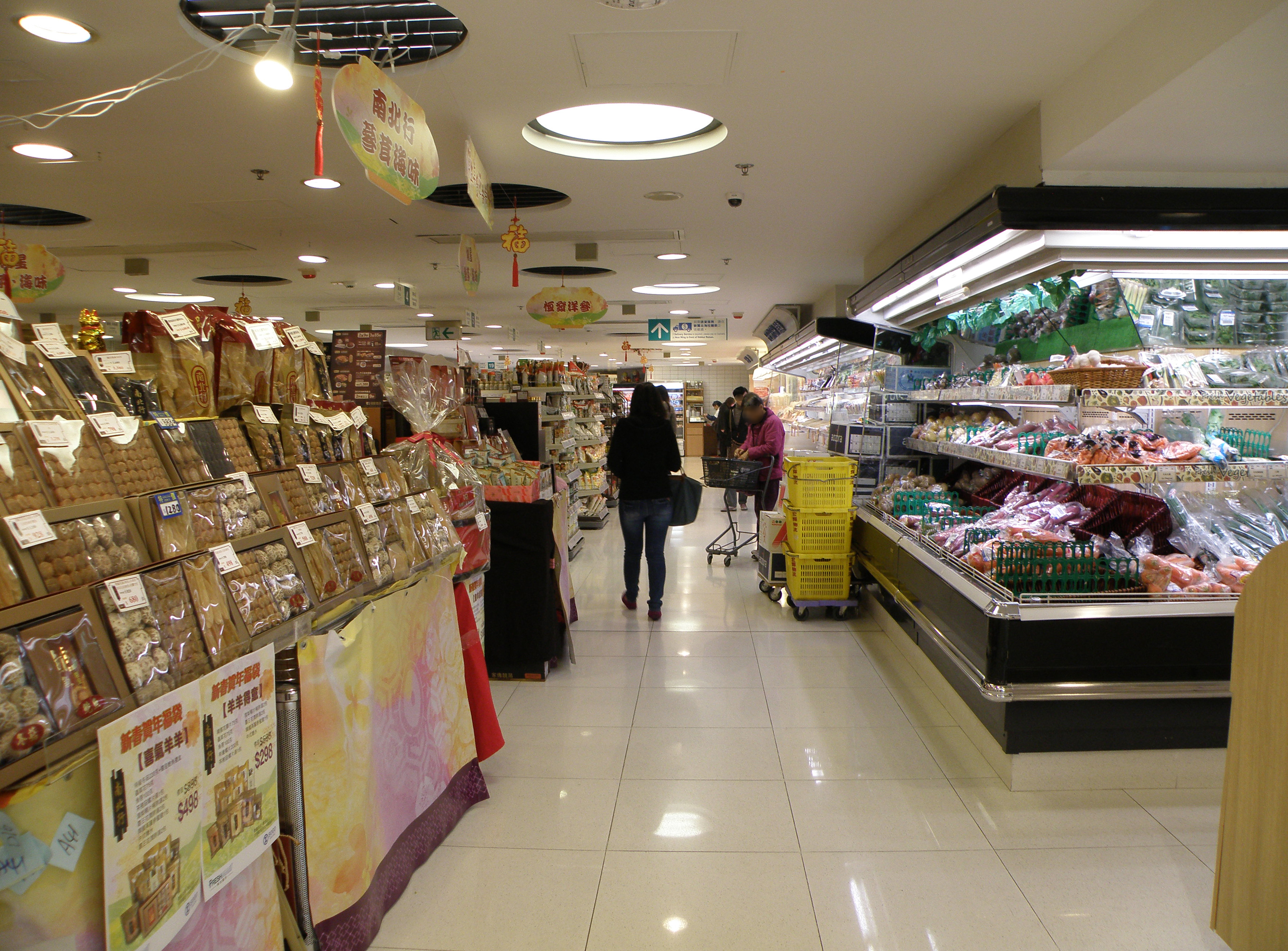
B2層Freshmart
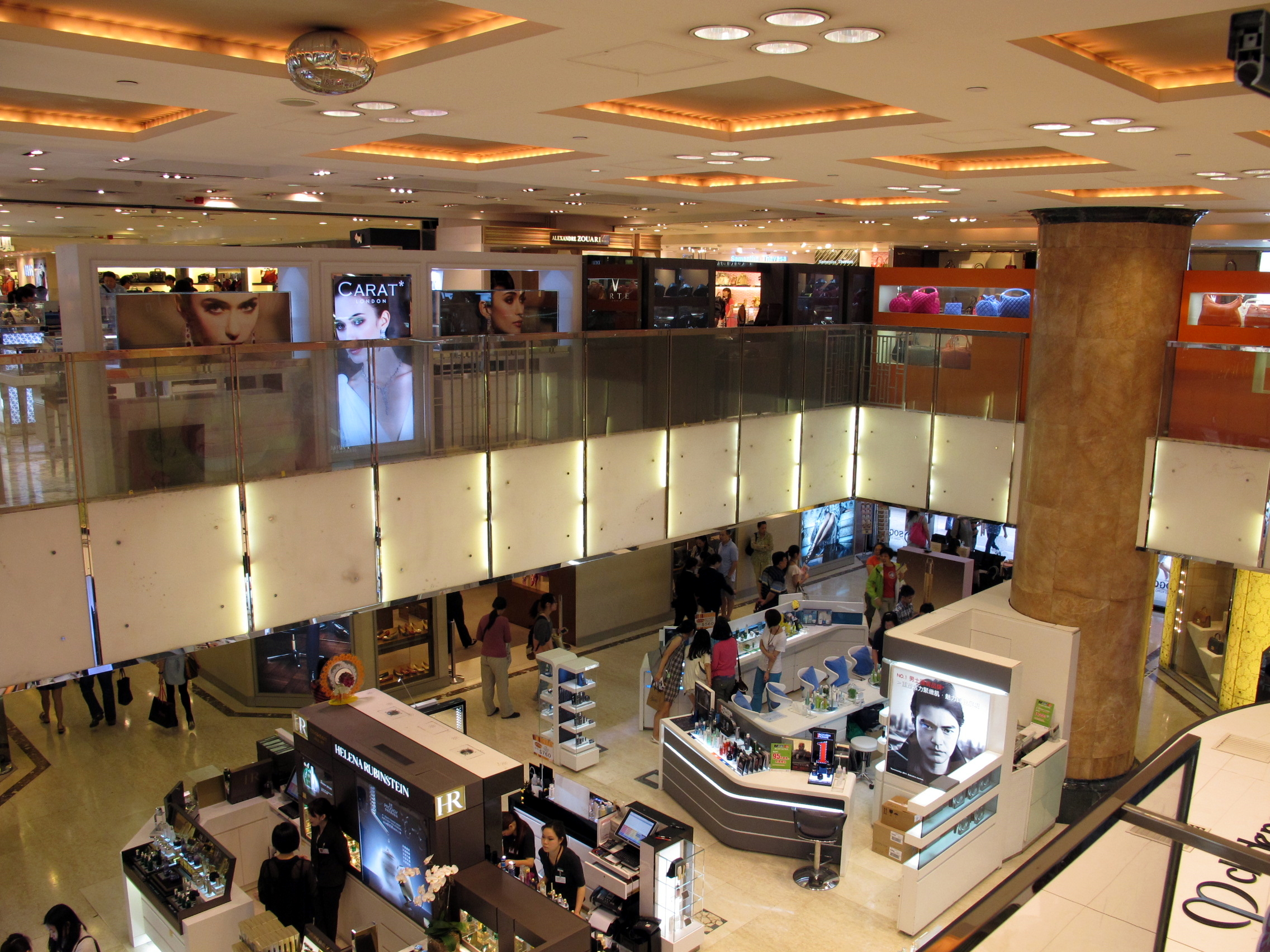
GF層地下及1樓的中庭
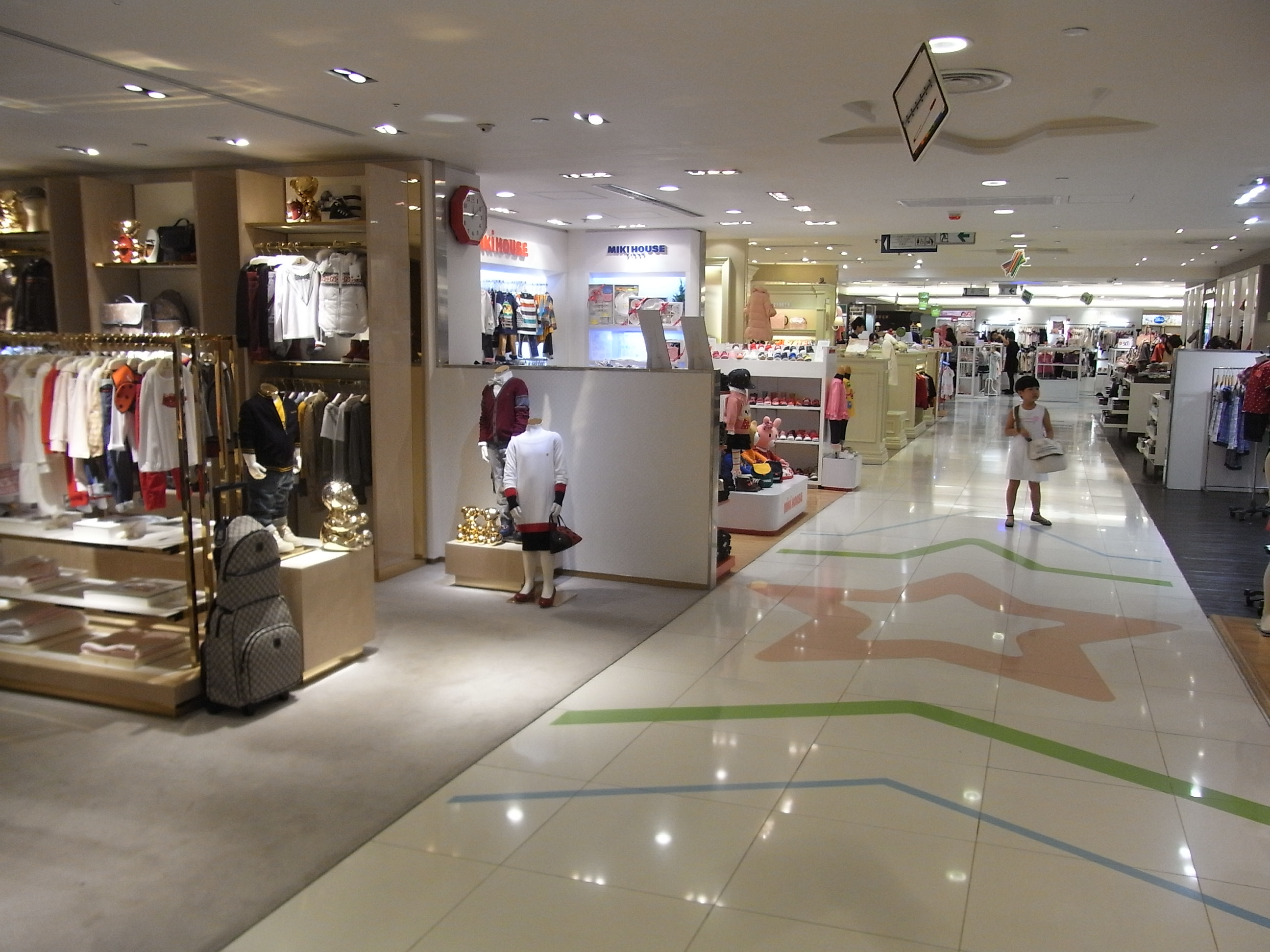
6樓兒童及嬰兒服裝
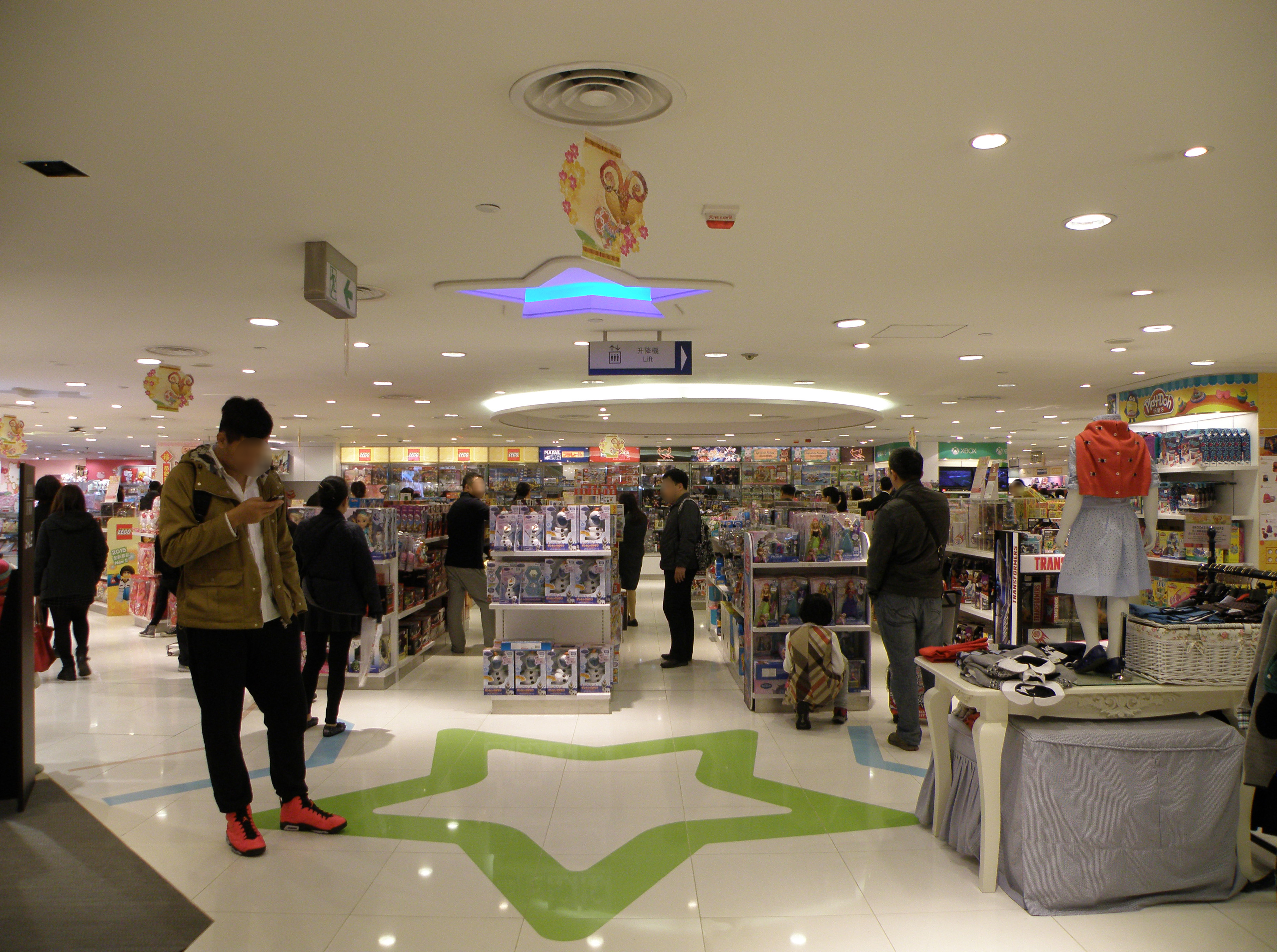
6樓玩具部
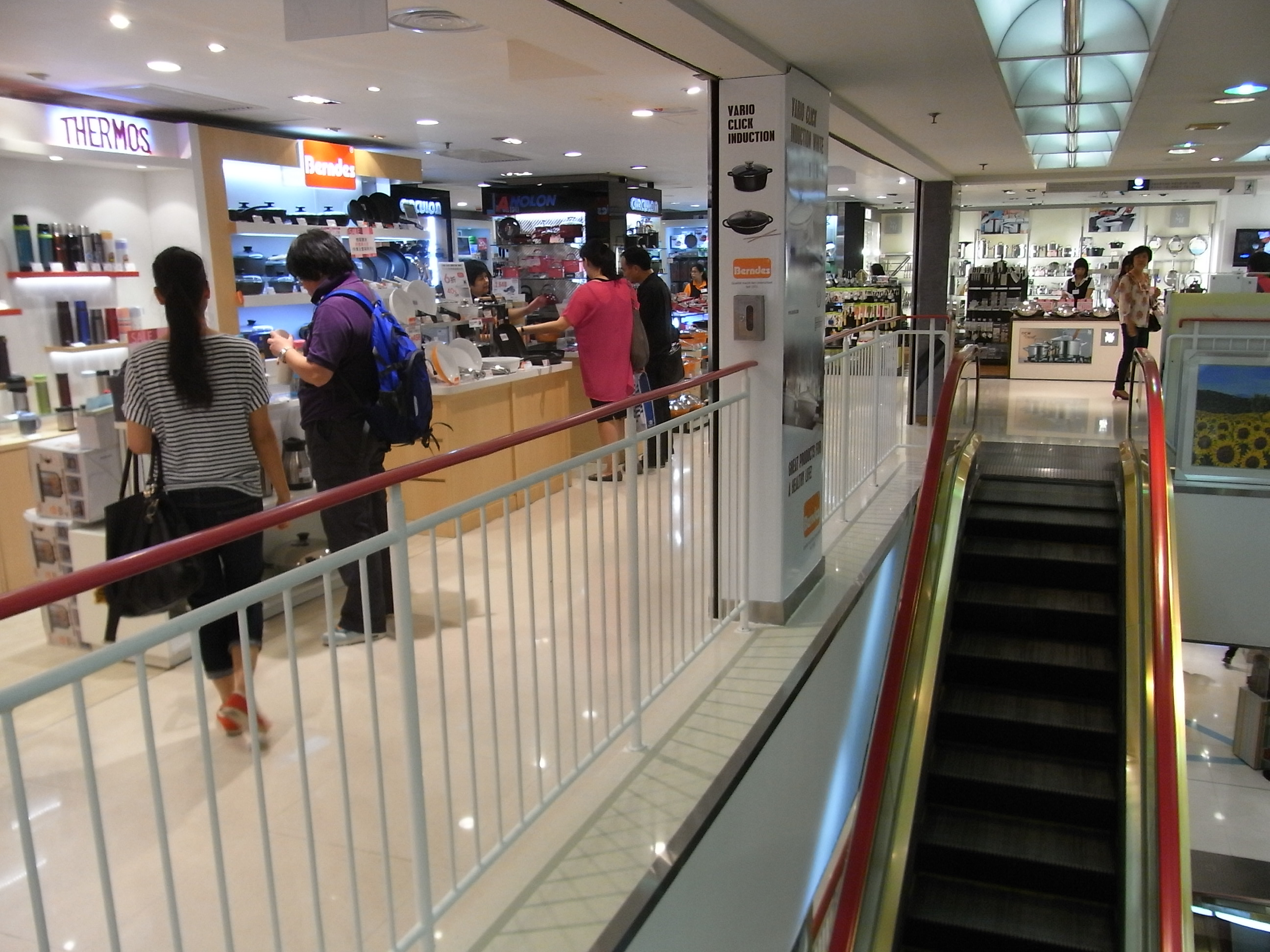
7樓廚具部
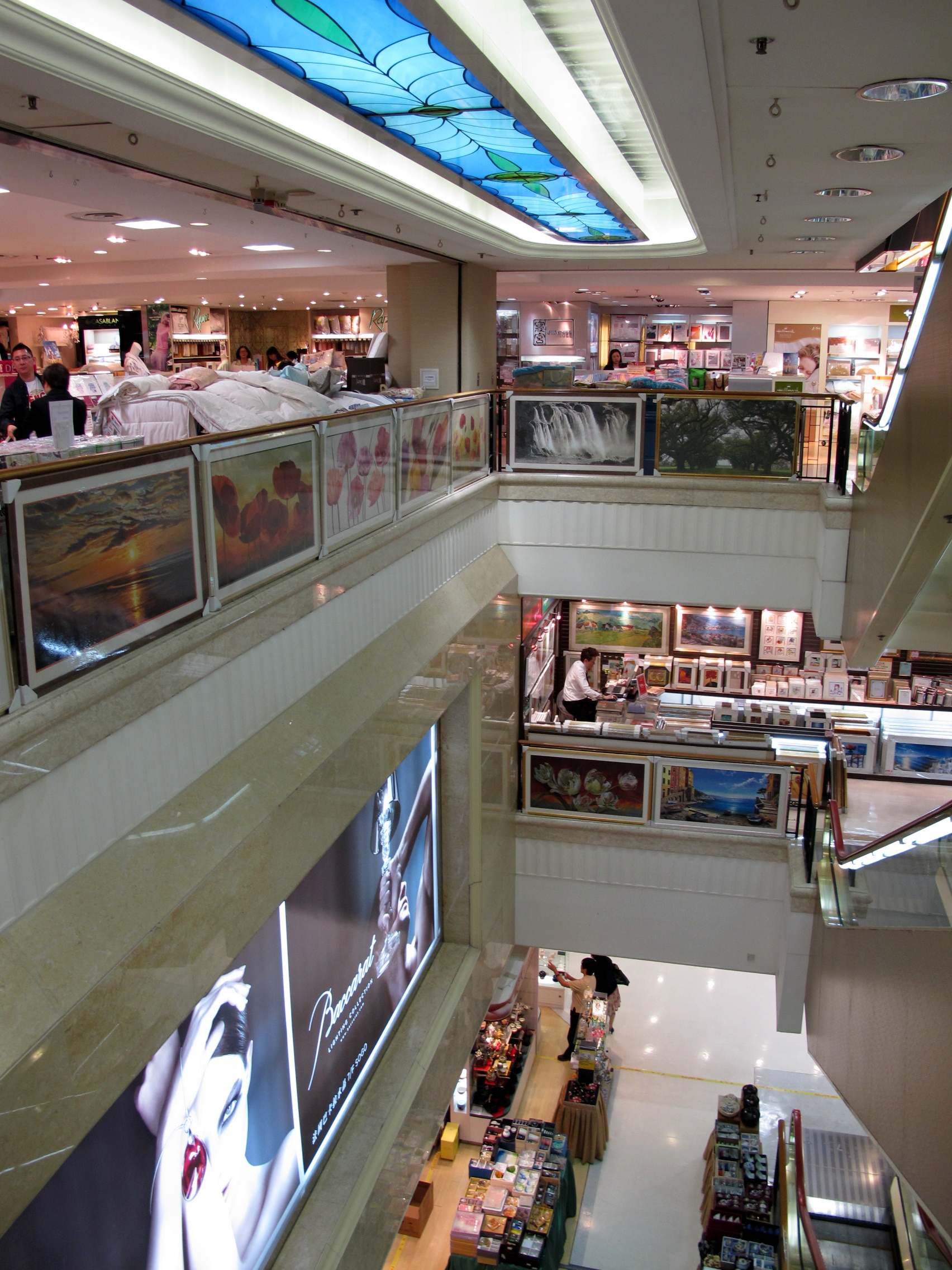
7至9樓的中庭，當時8樓除了機房外，尚有一間風景油畫店
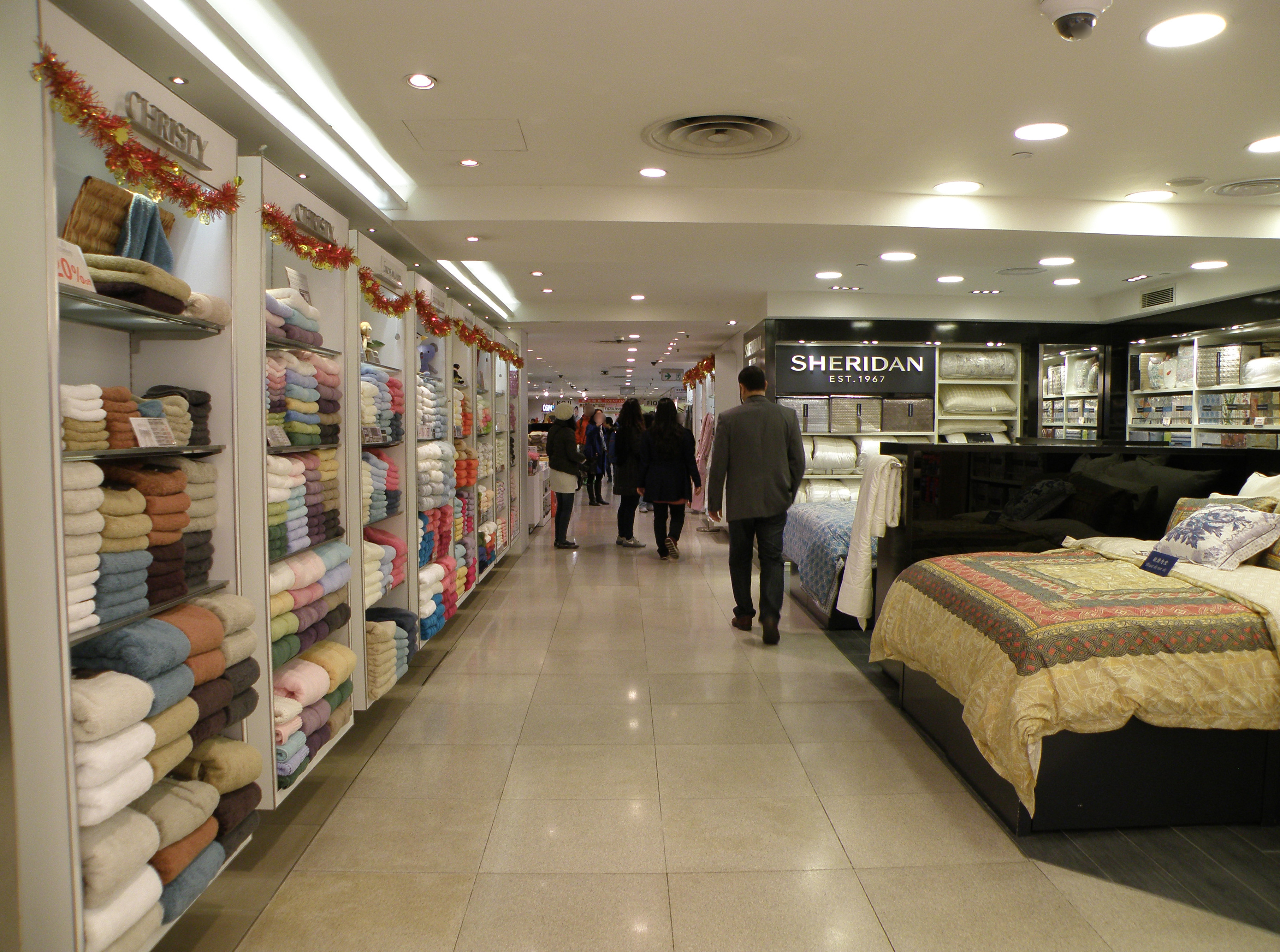
9樓寢具
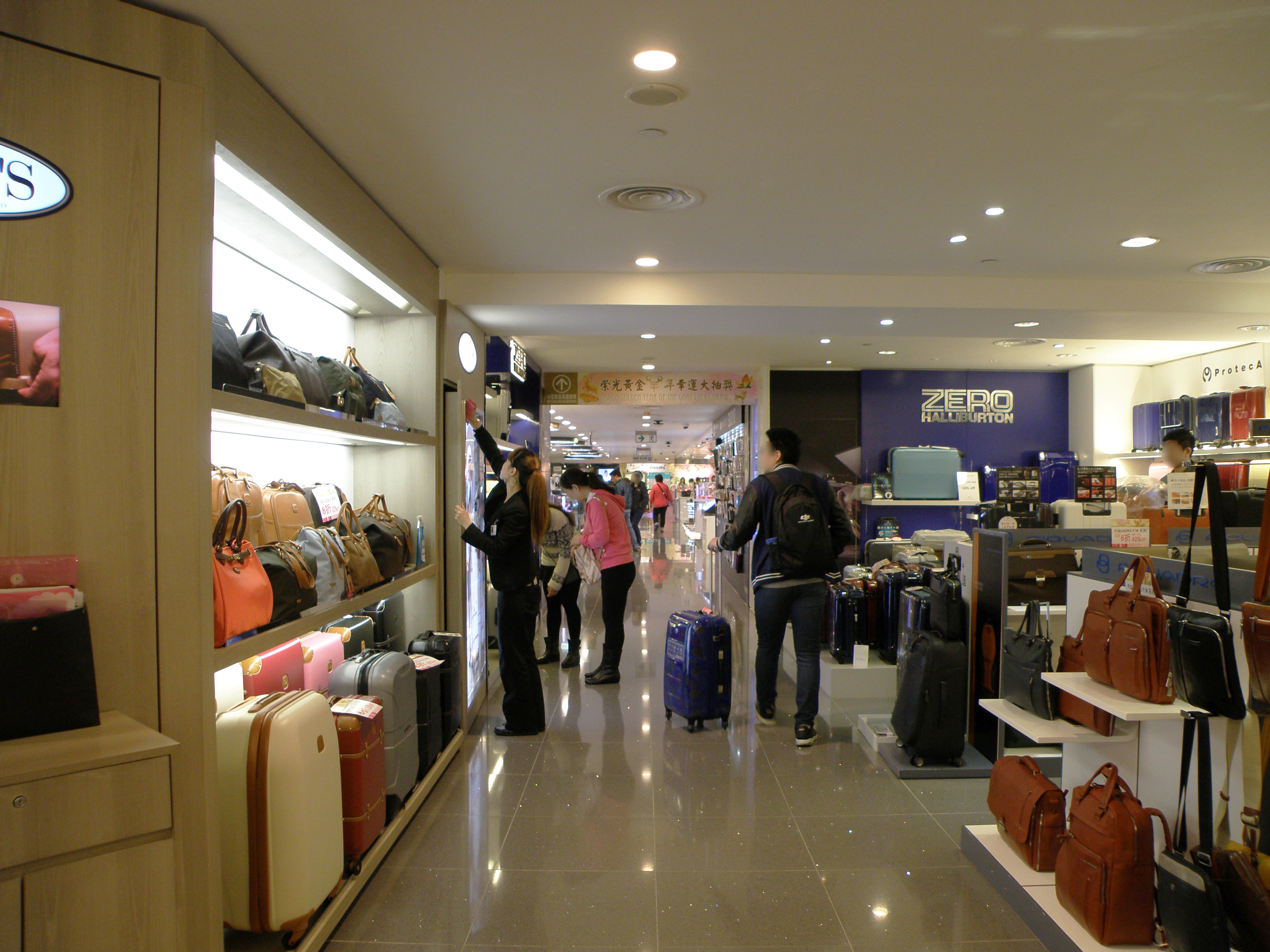
10樓家居精品及電器
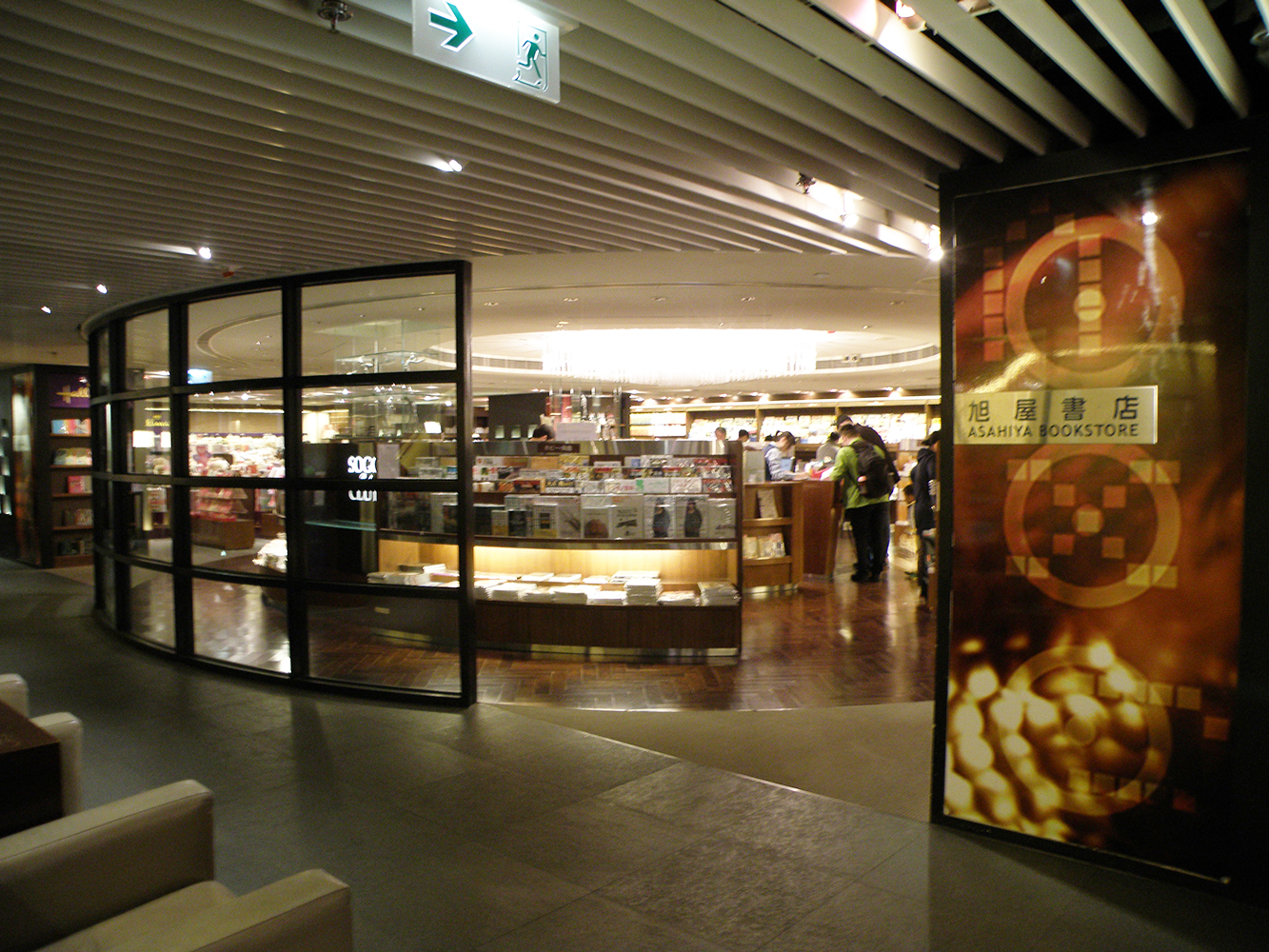
11樓旭屋書店
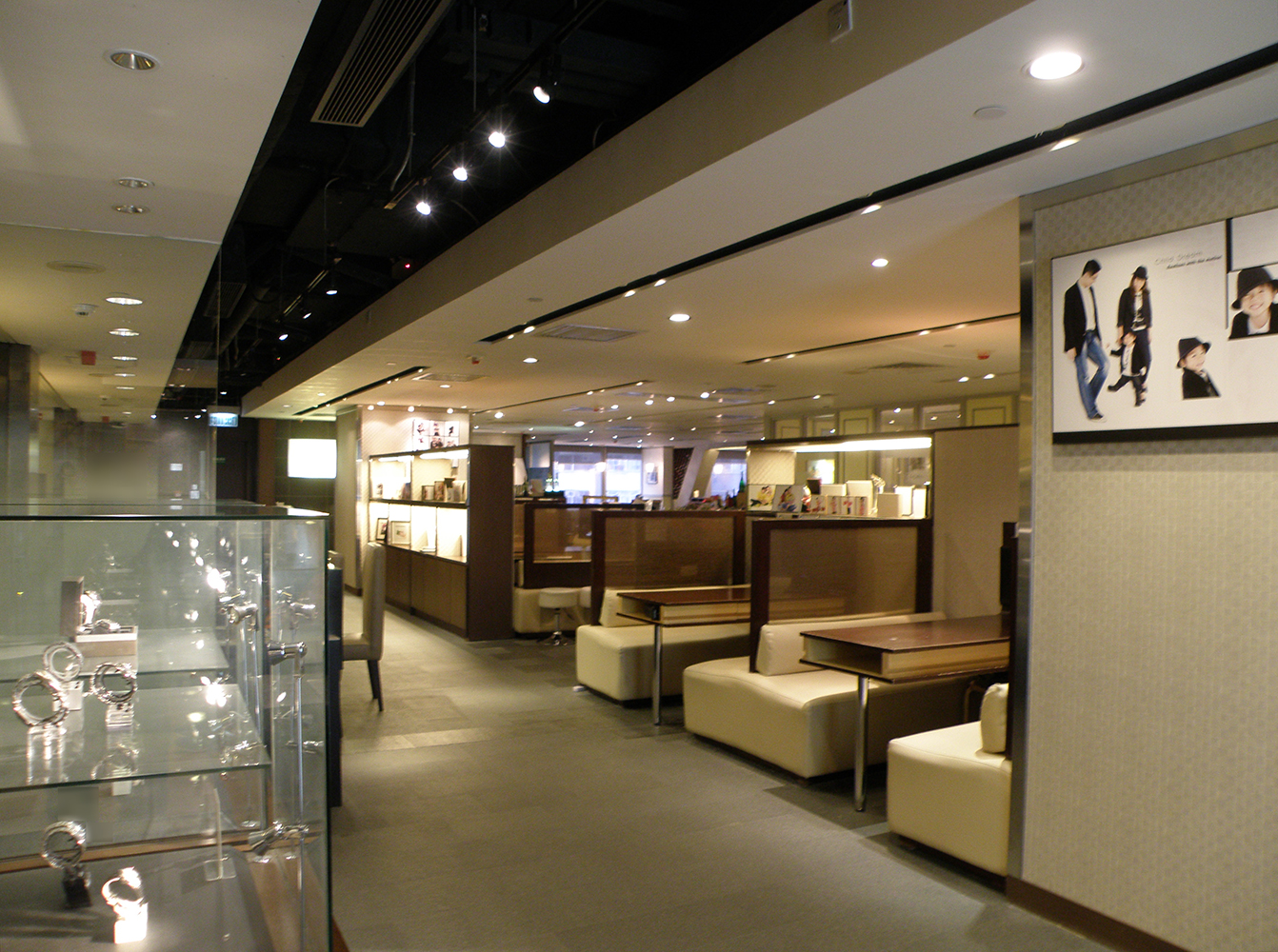
12樓攝影服務及結婚賀禮
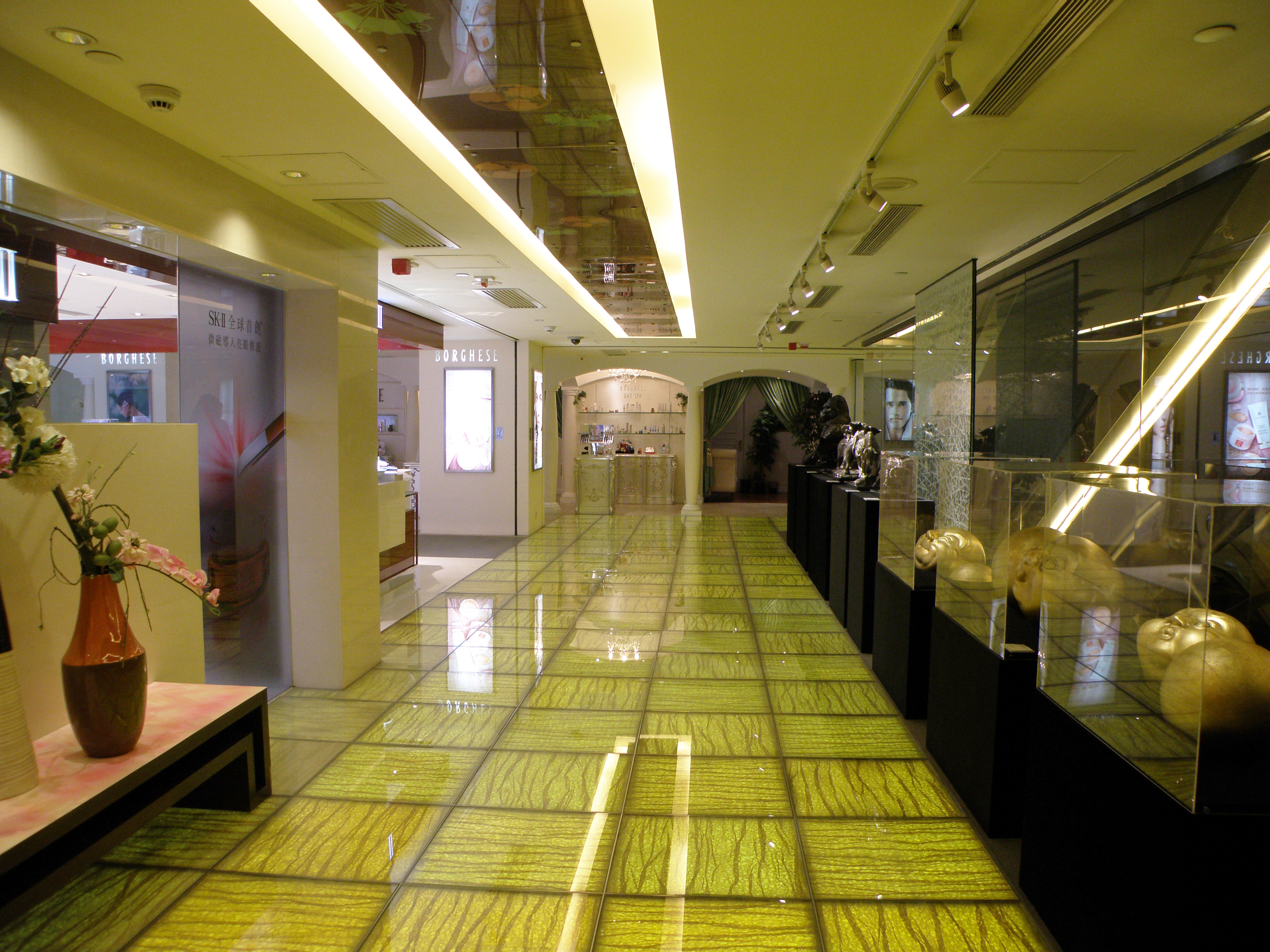
13樓美容護理
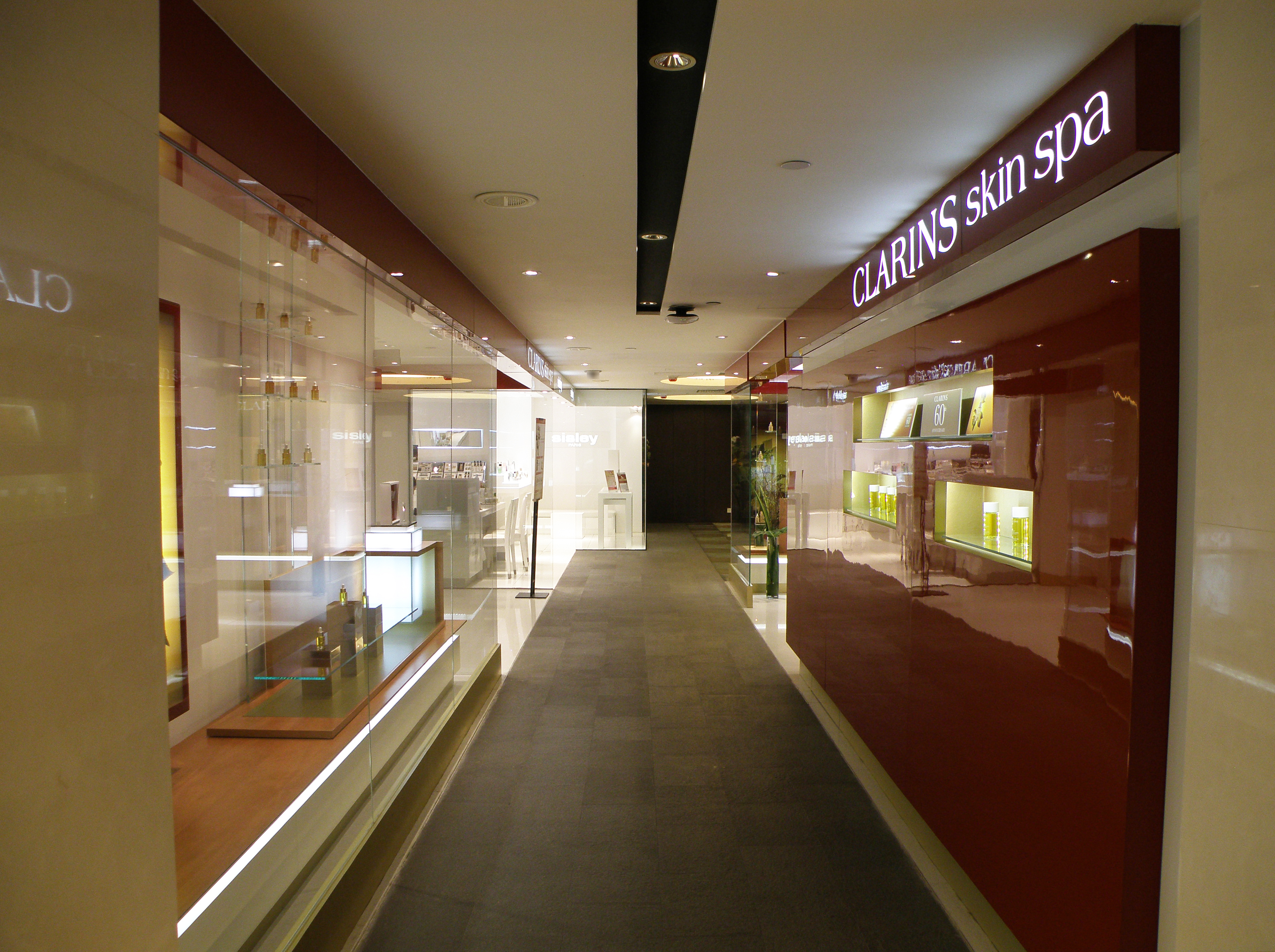
14樓美容護理
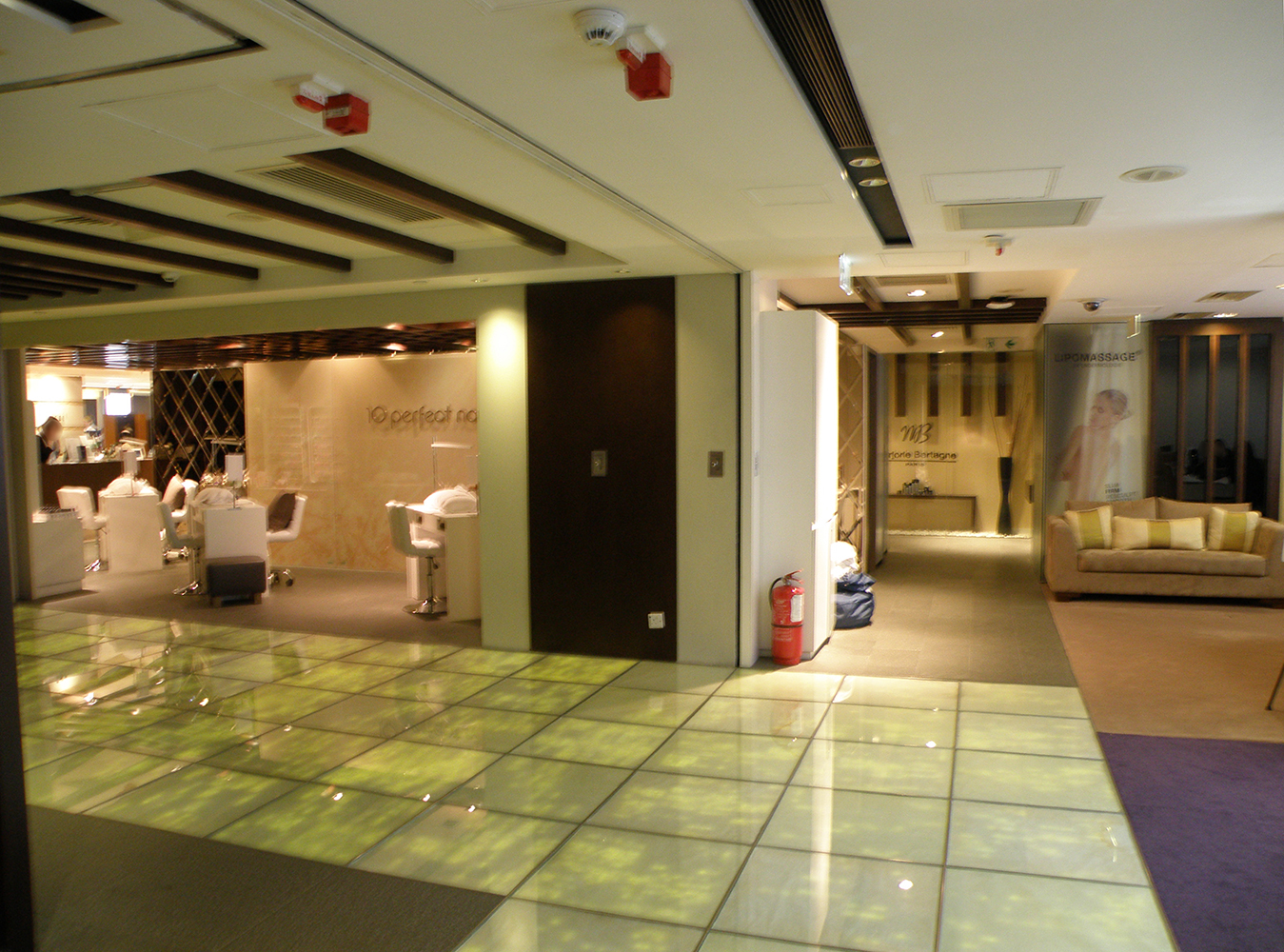
15樓翻新前附加理髮及美甲服務
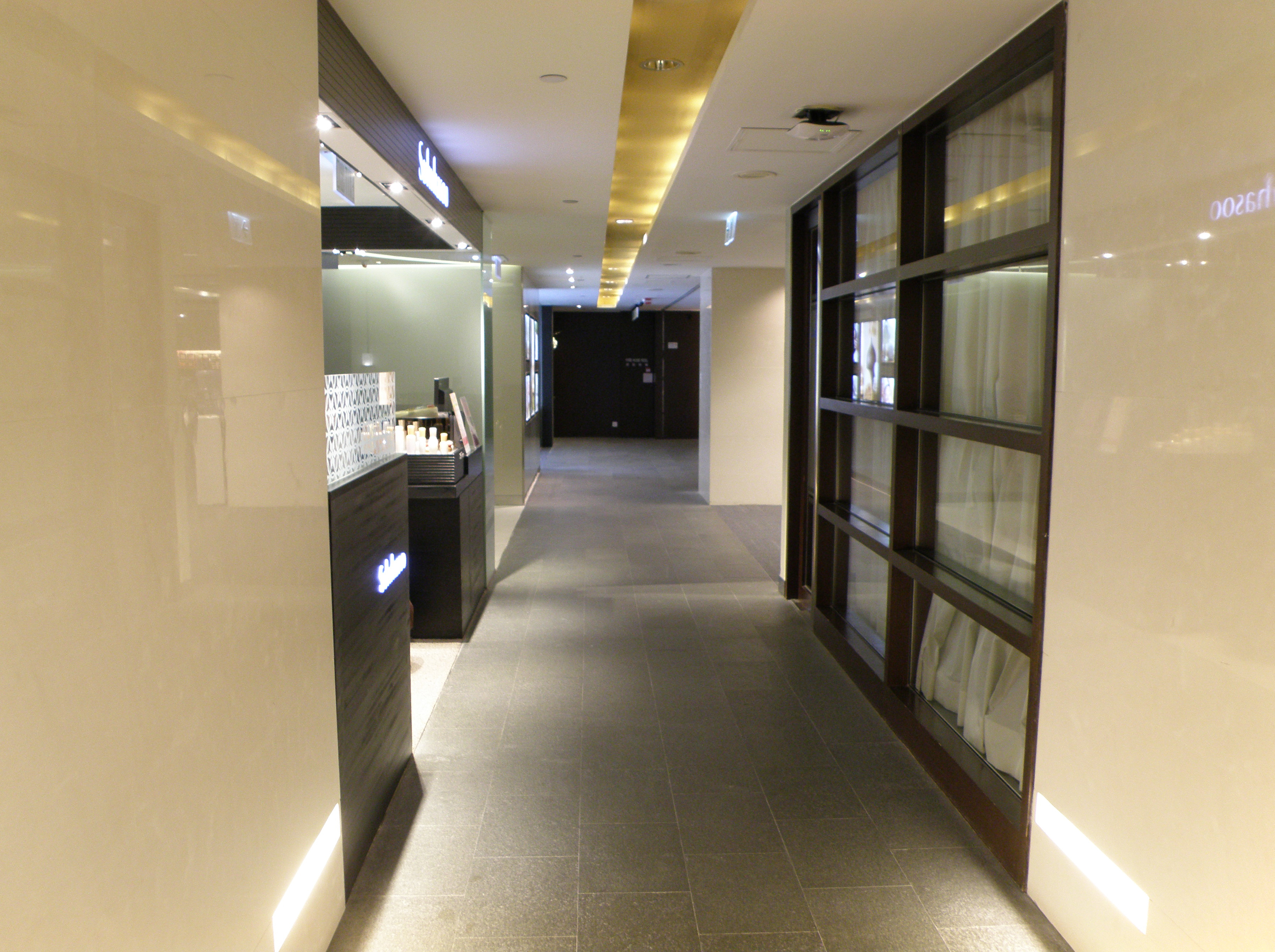
16樓翻新前為Sogo Club美容中心

### 翻新後各層面貌

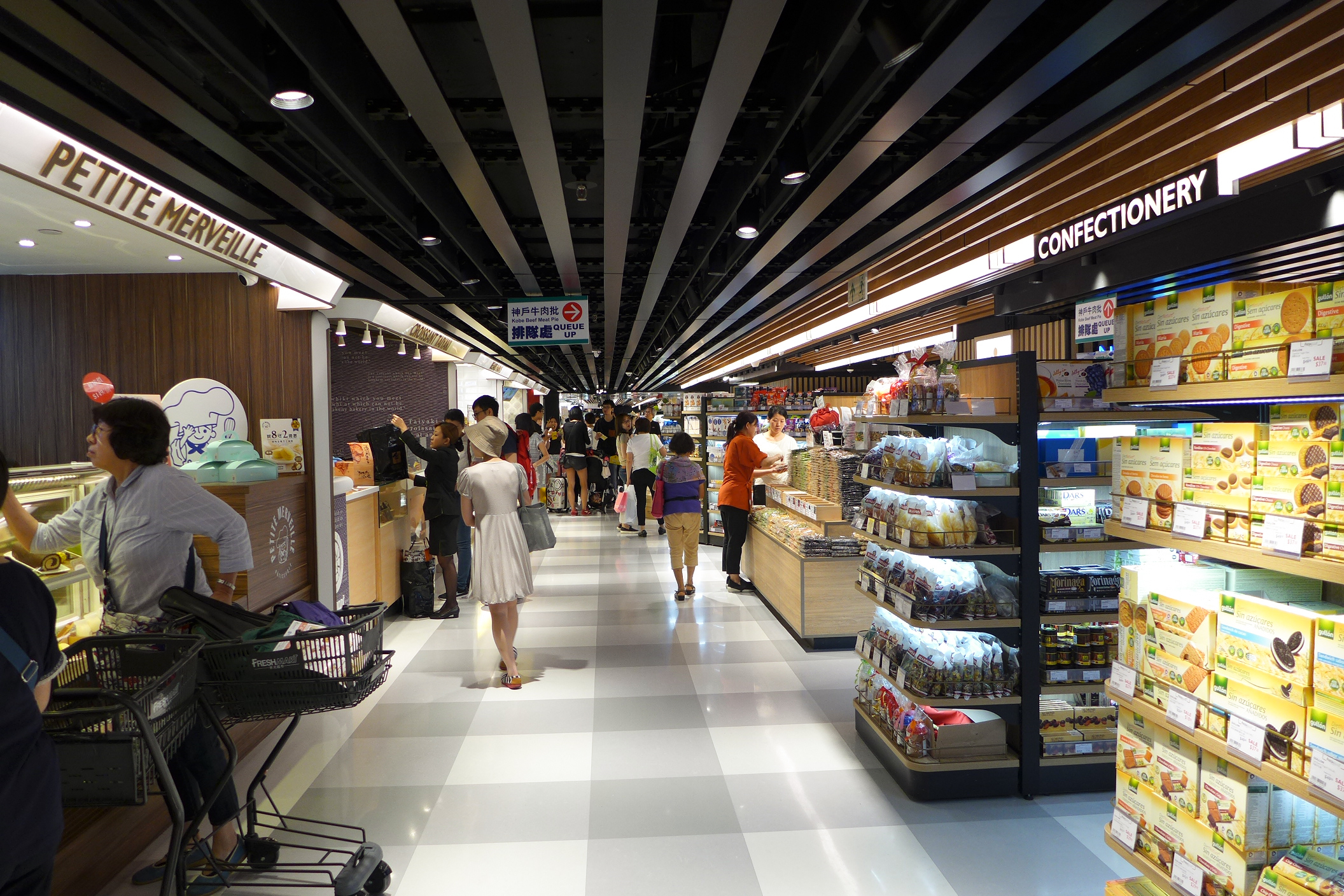
B2層Freshmart在2017年4月翻新後引入多間海外甜品、朱古力及蛋糕專門店
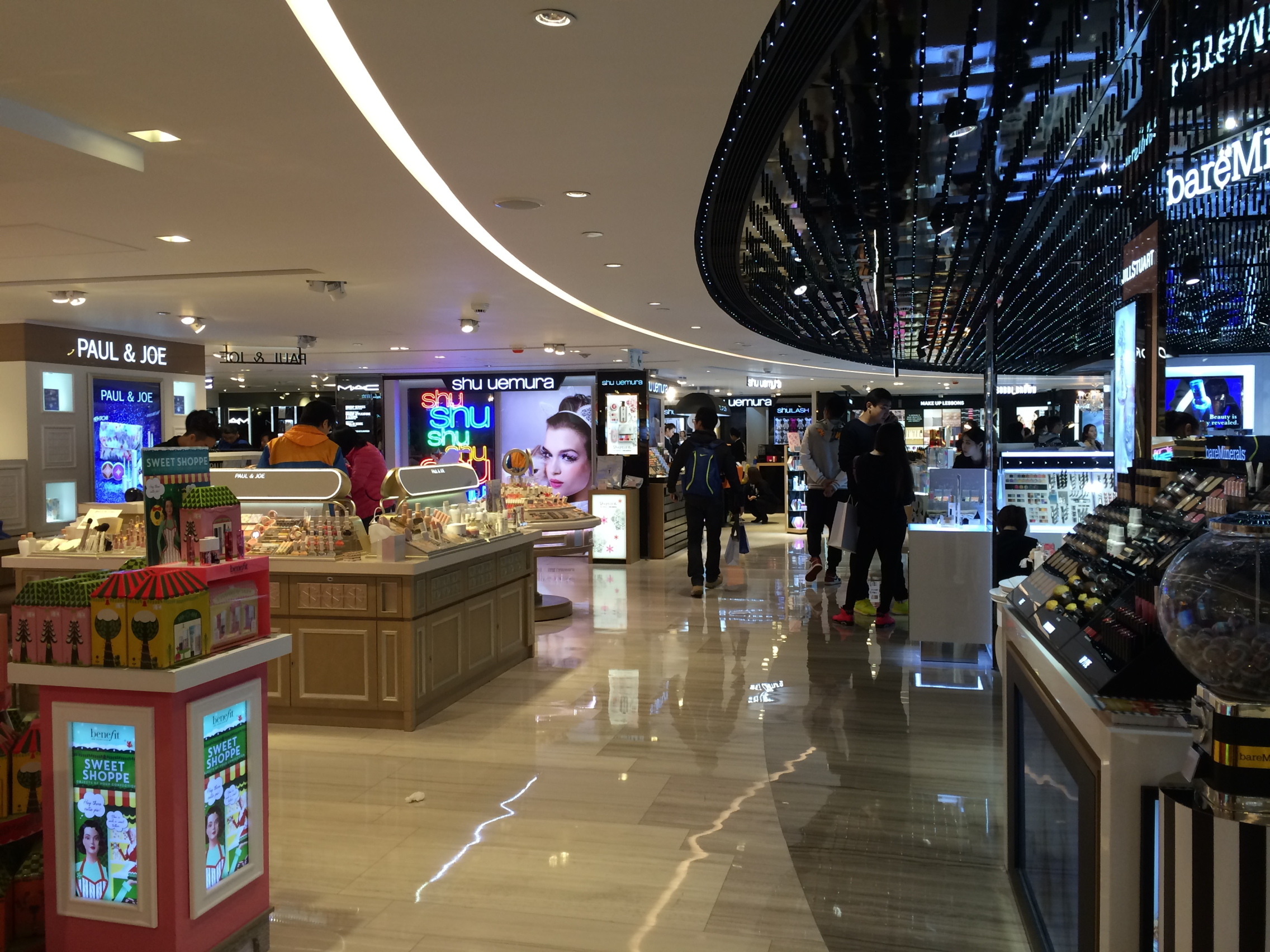
B1層化妝品專區
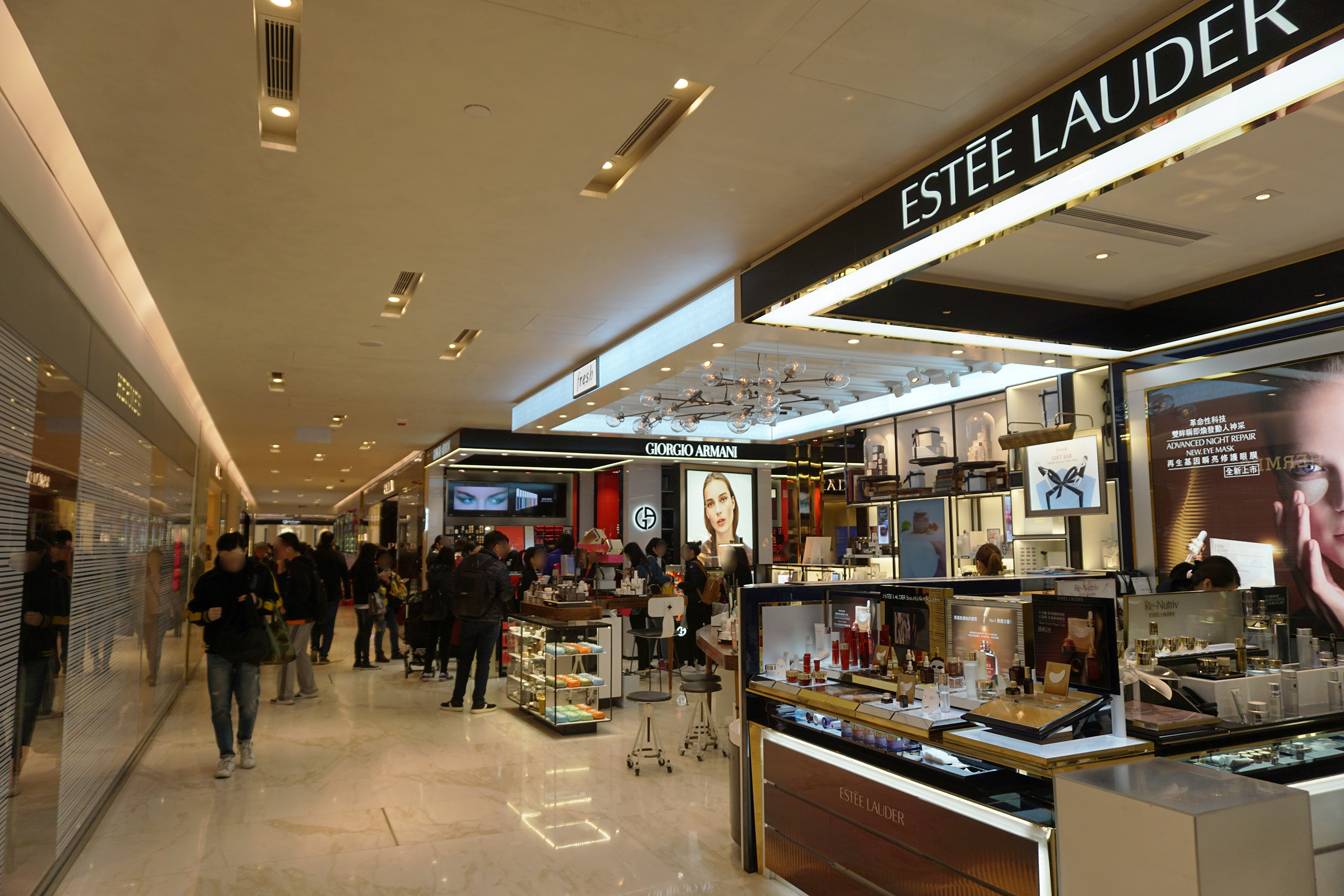
GF層地下國際精品及美容化妝
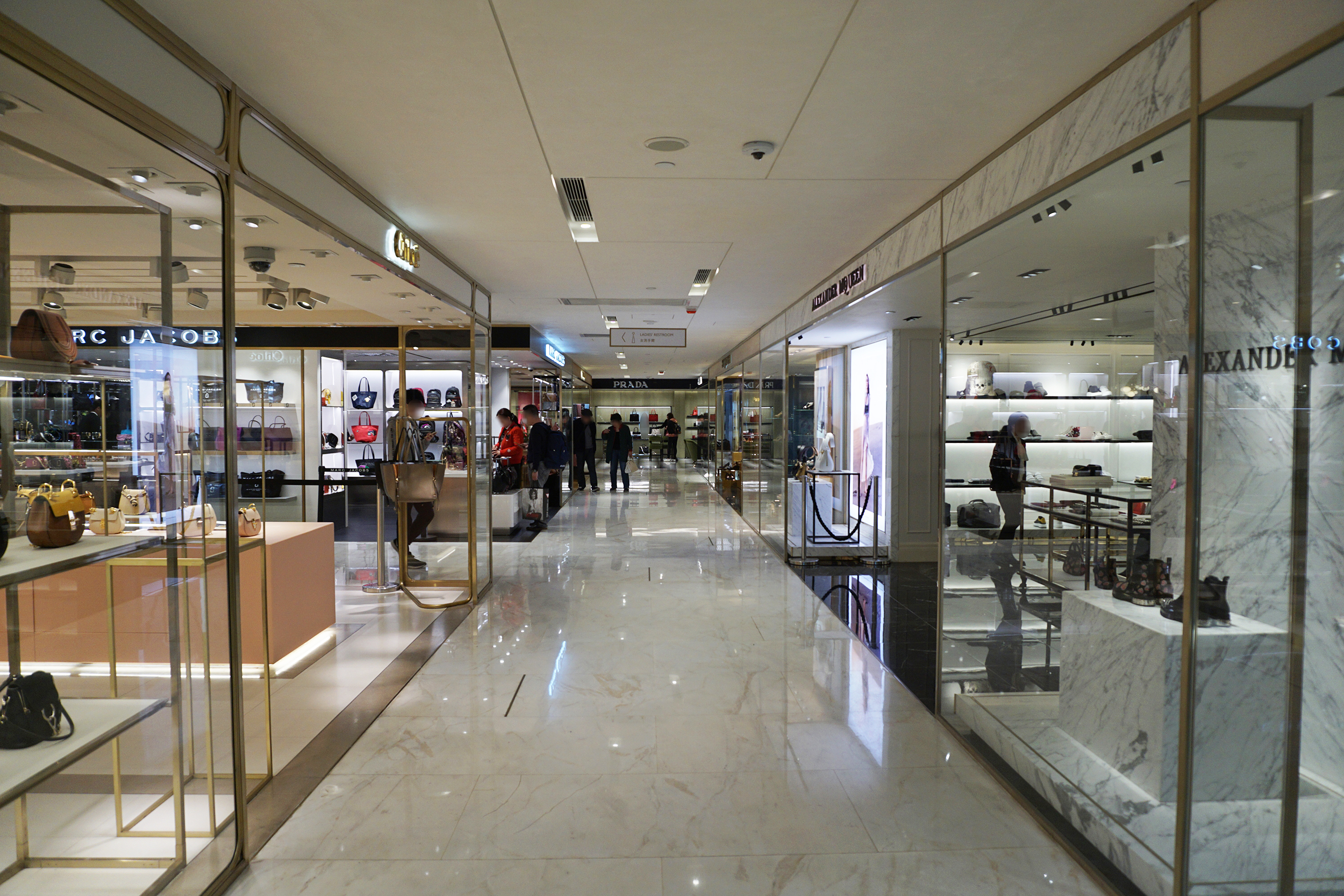
1樓國際精品
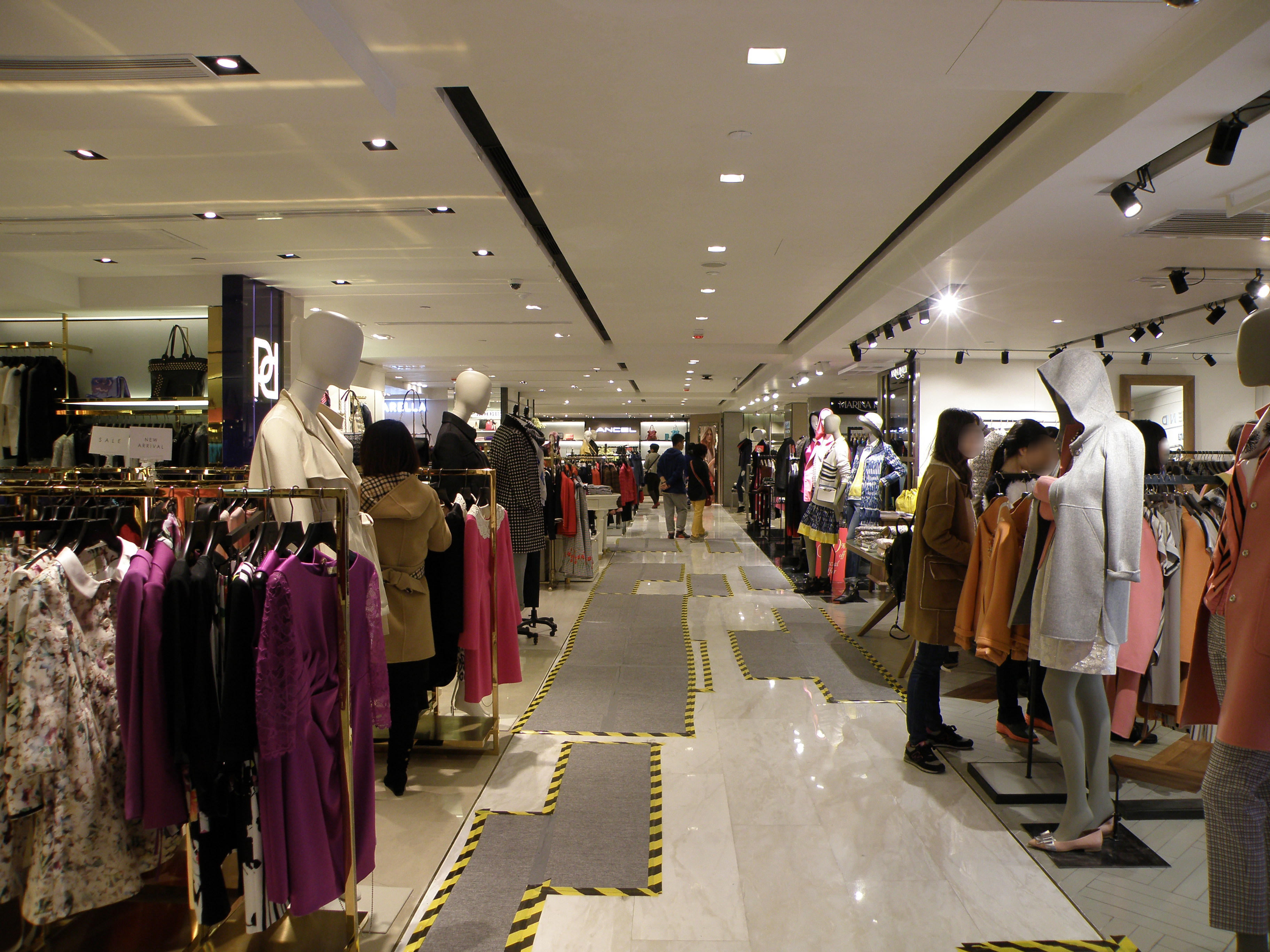
2樓女士服飾
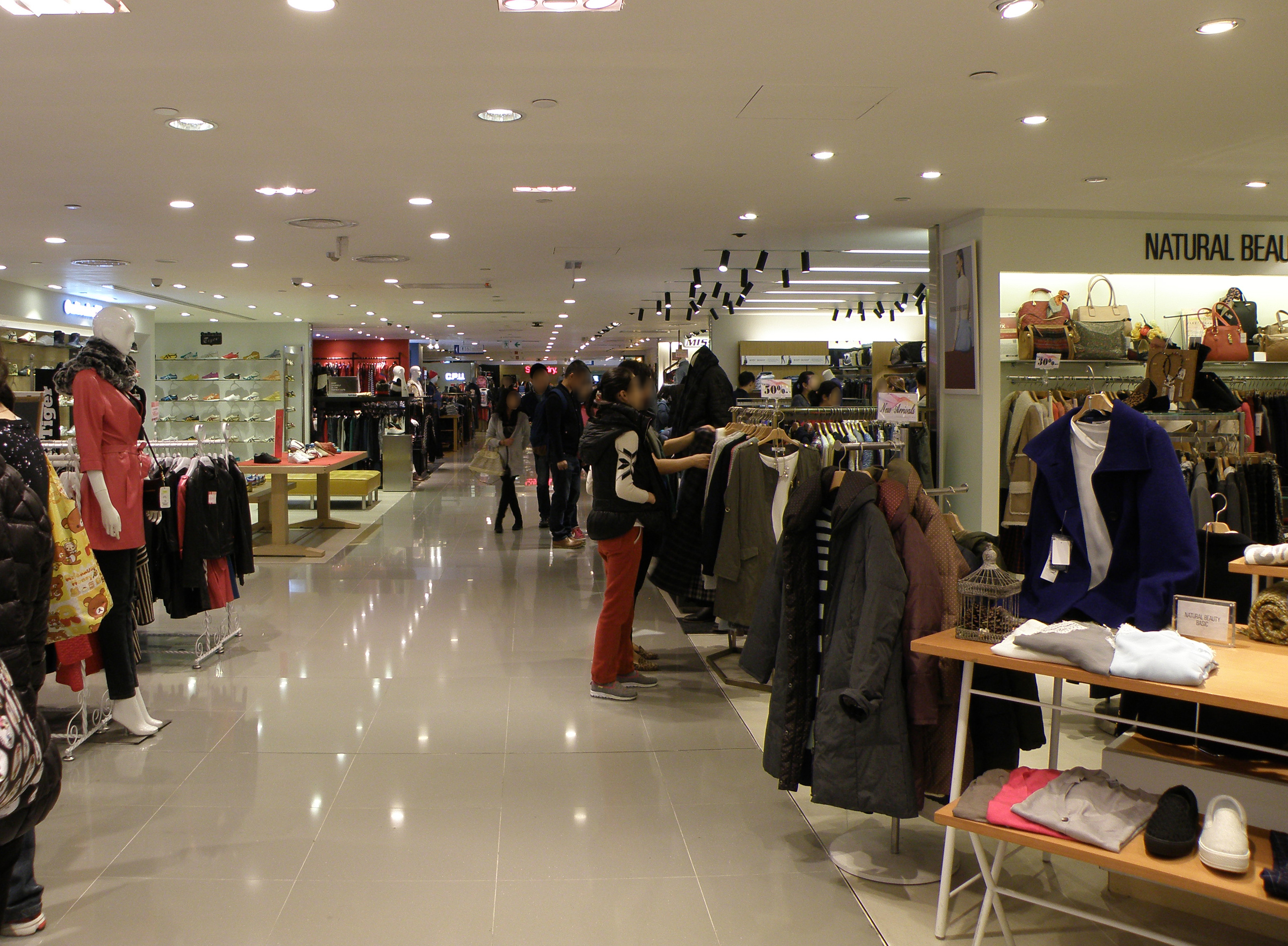
3樓男女青春便服
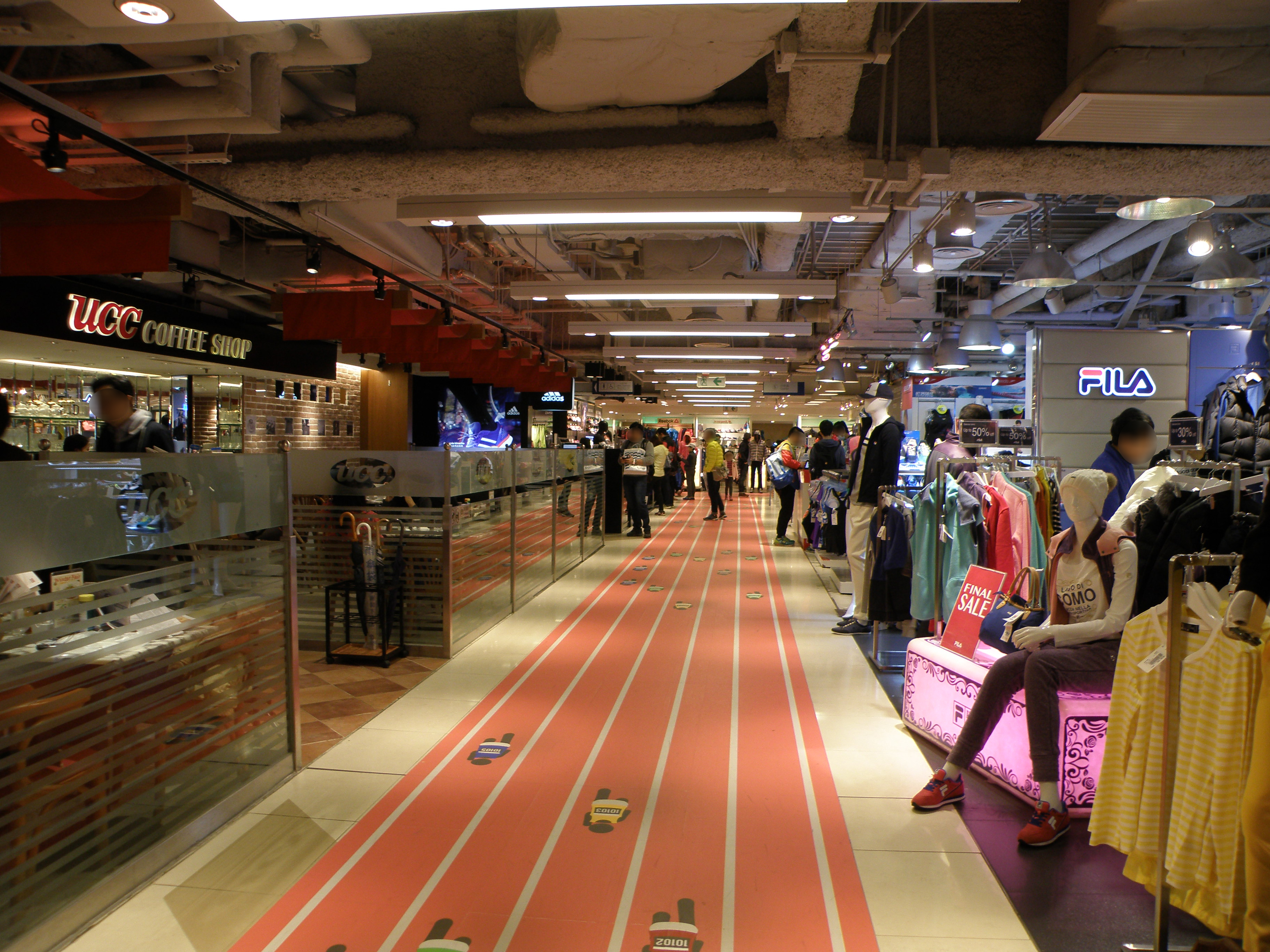
4樓餐飲及運動服飾
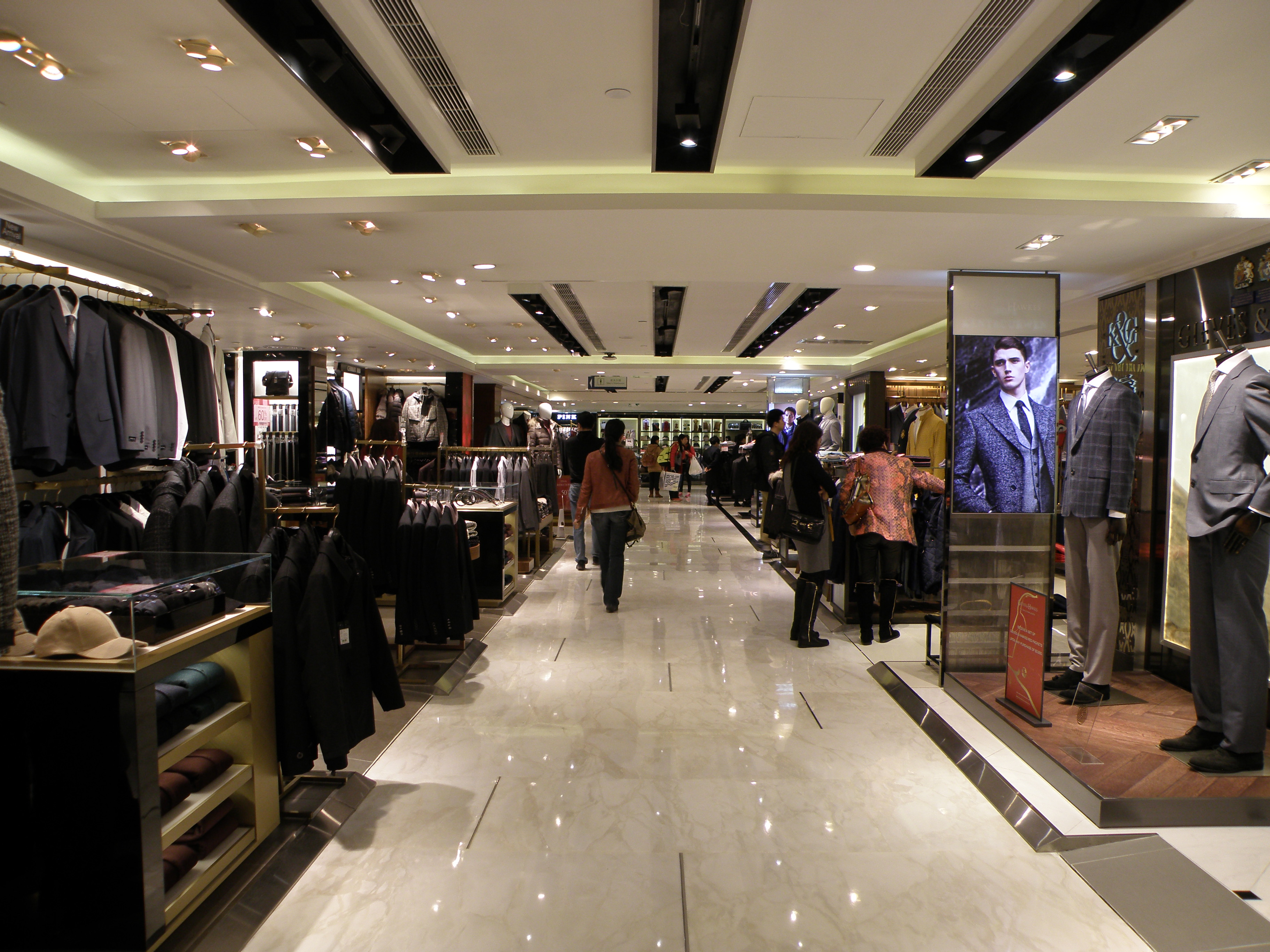
5樓男士西裝
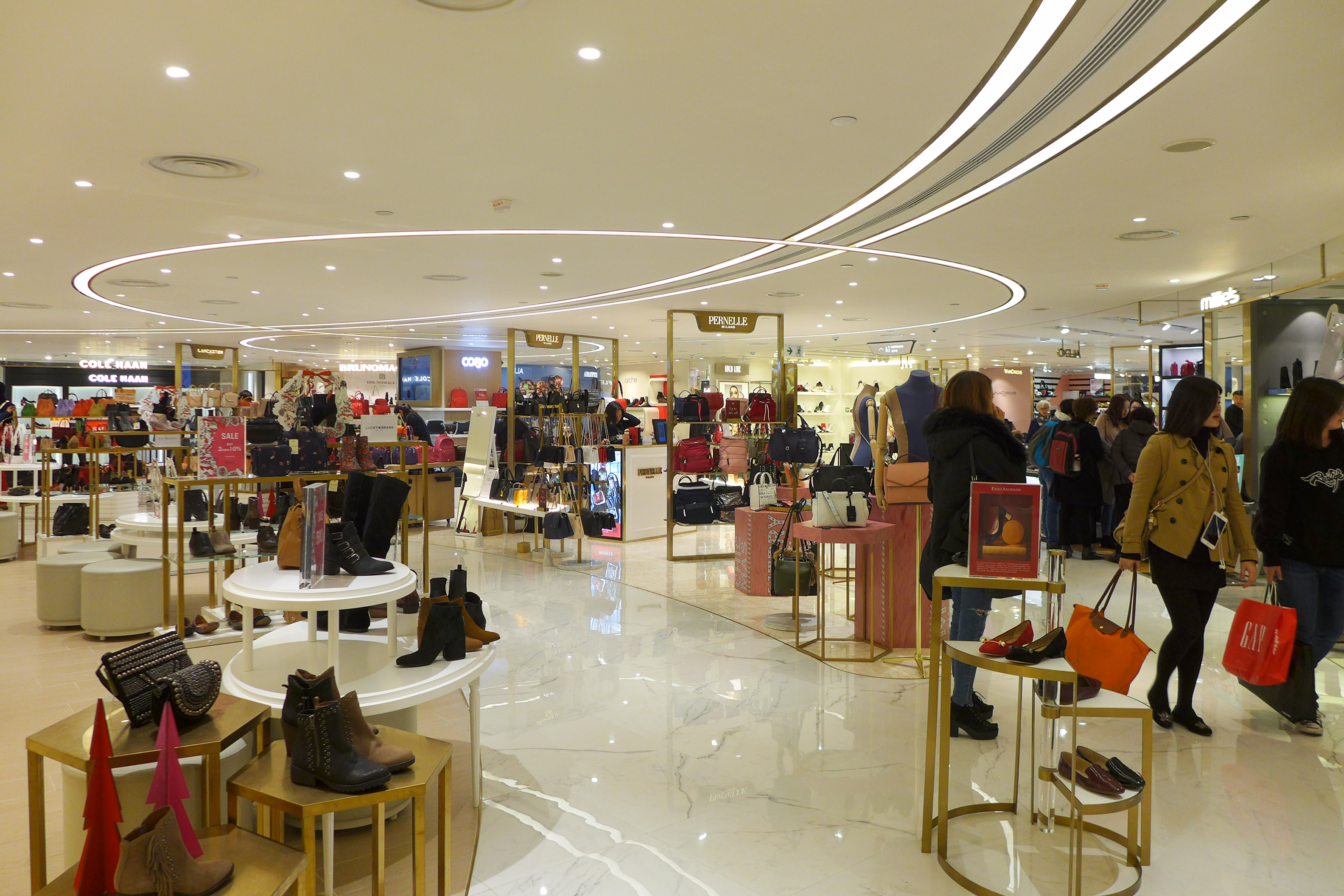
6樓鞋履配飾
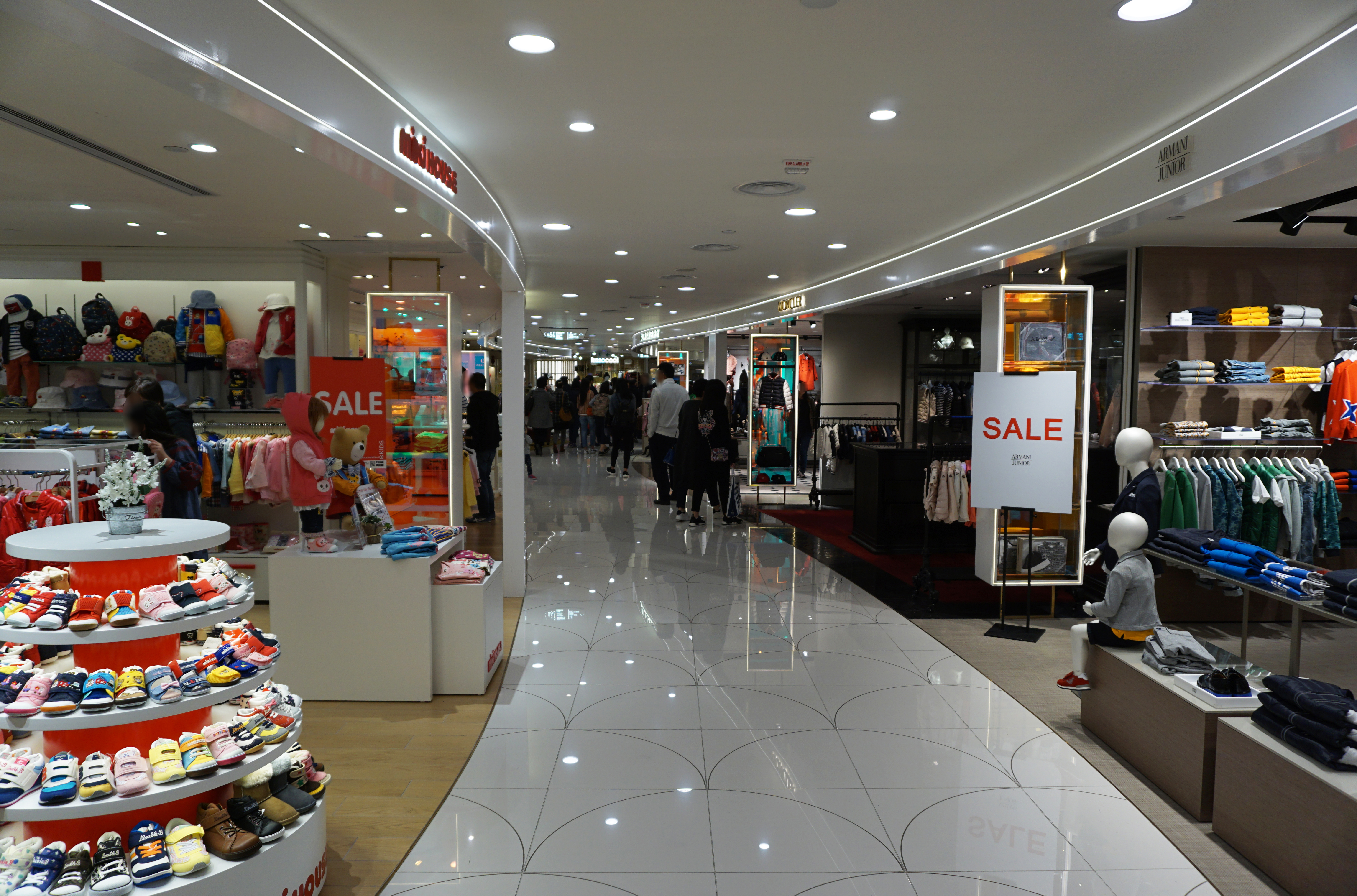
7樓童裝用品
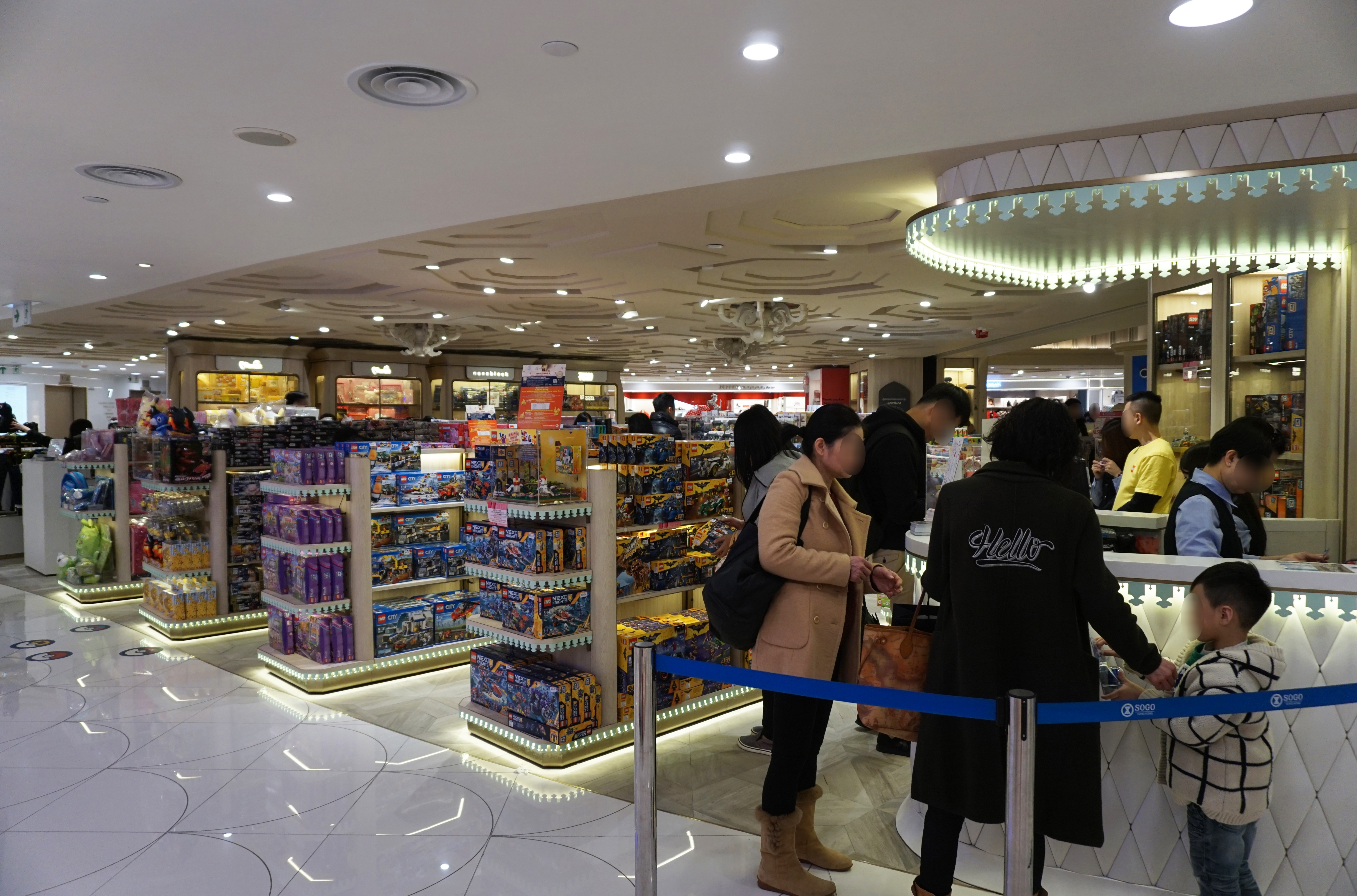
7樓玩具部
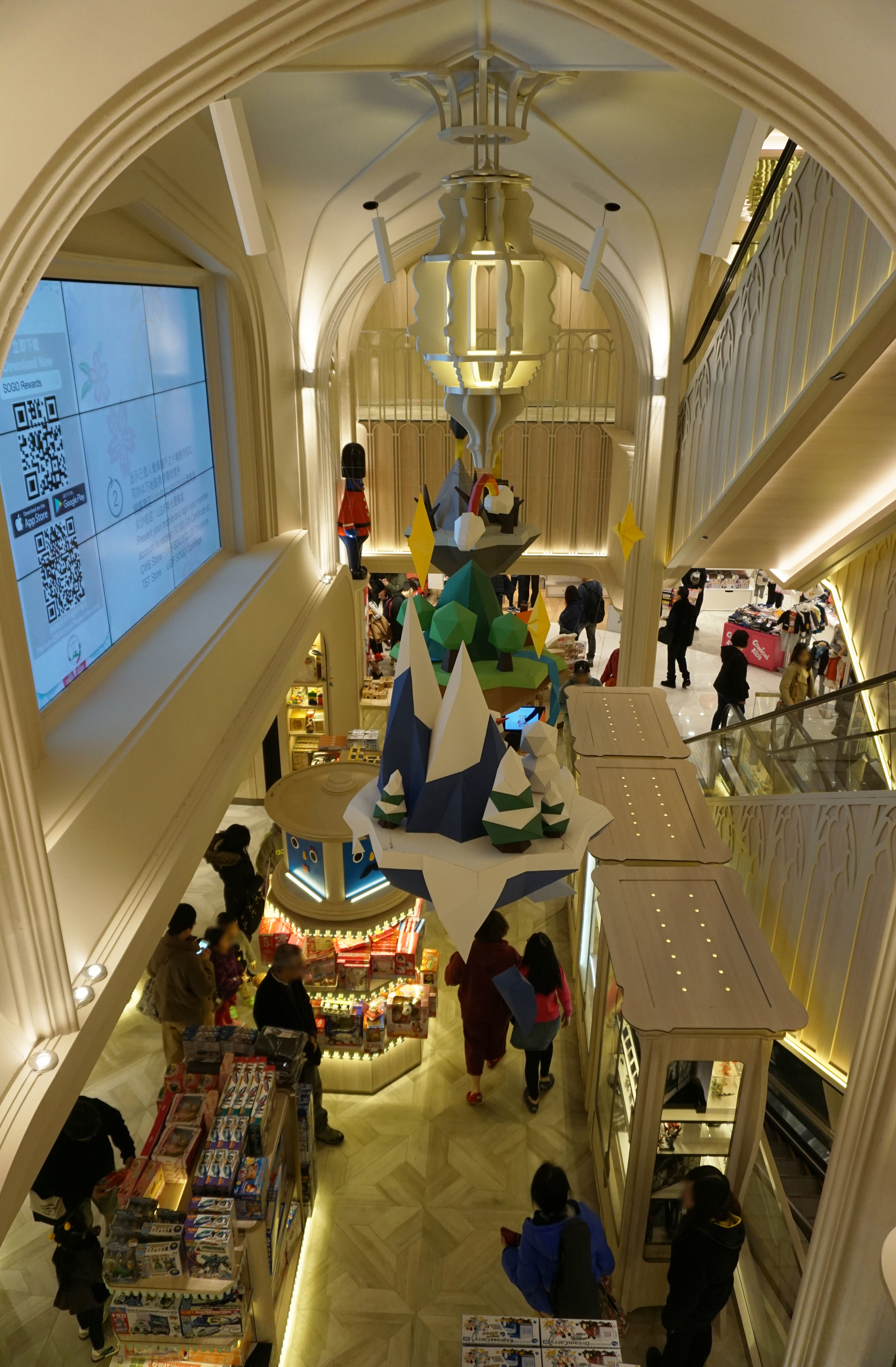
翻新後7、8樓中庭以「玩具大教堂」（SOGO TOY CATHEDRAL）為主題
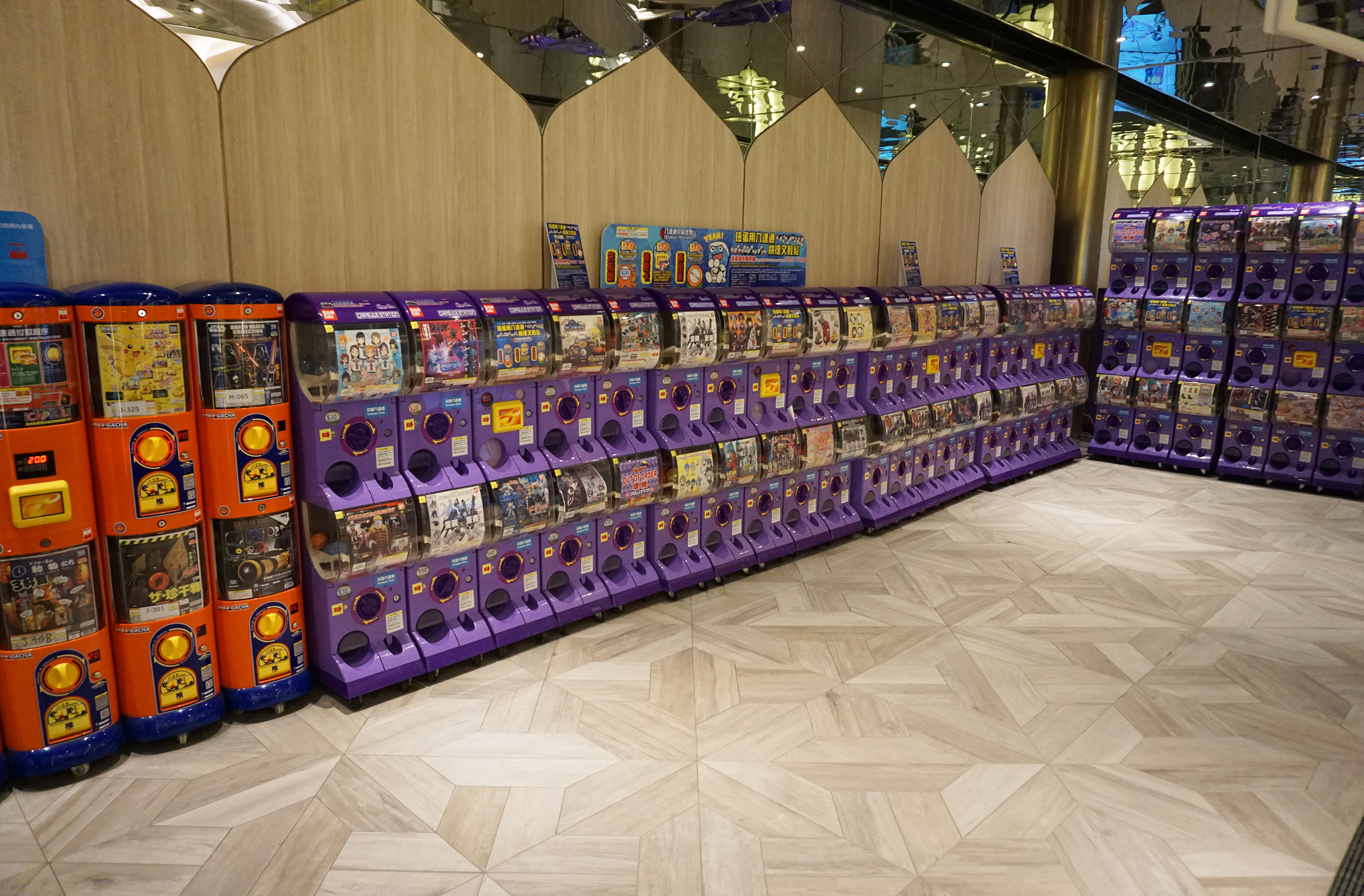
8樓不設商店，只有多部扭蛋機，其餘為顧客不能進入的機房範圍
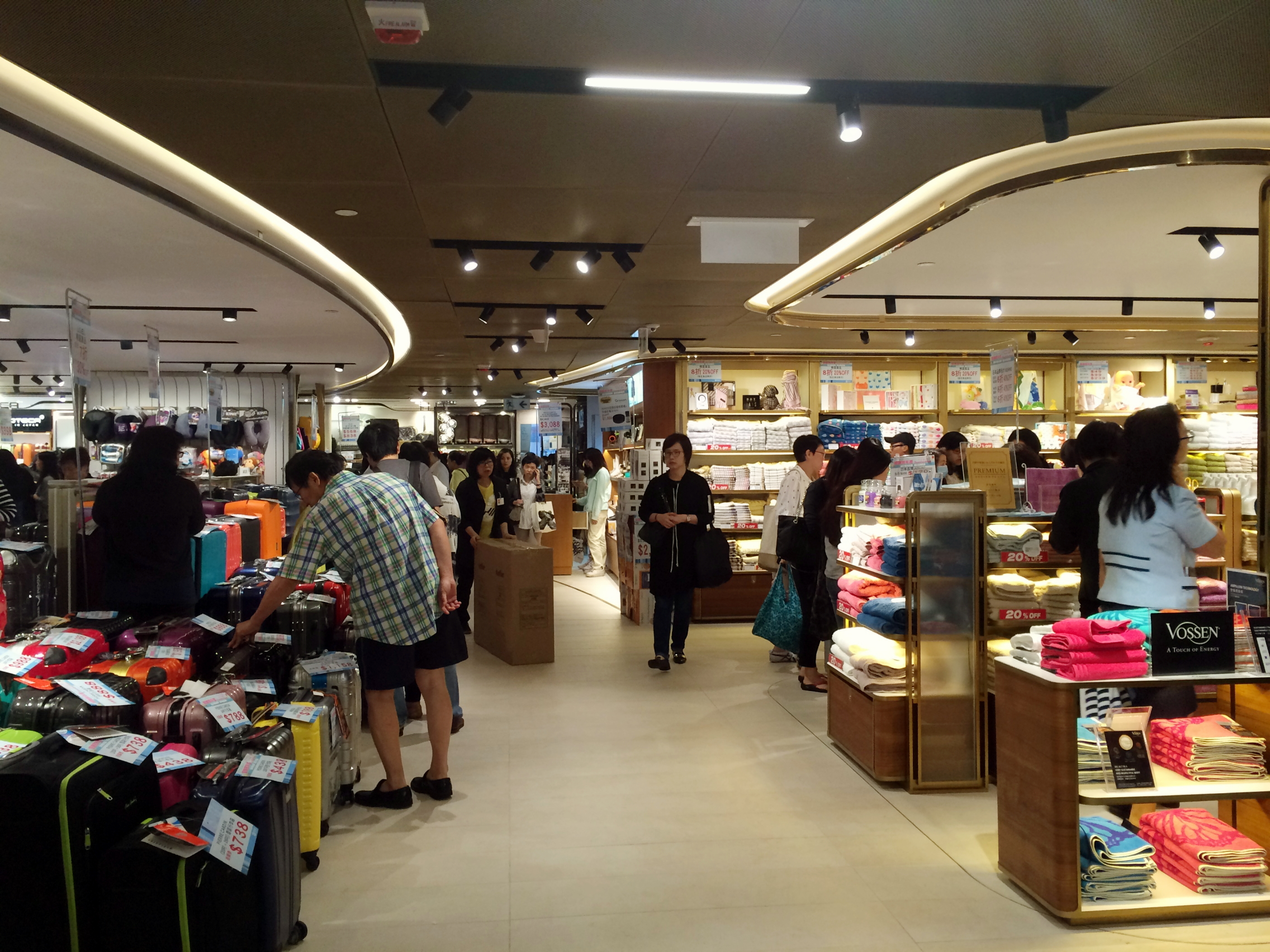
9樓旅行用品及毛巾及浴室用品
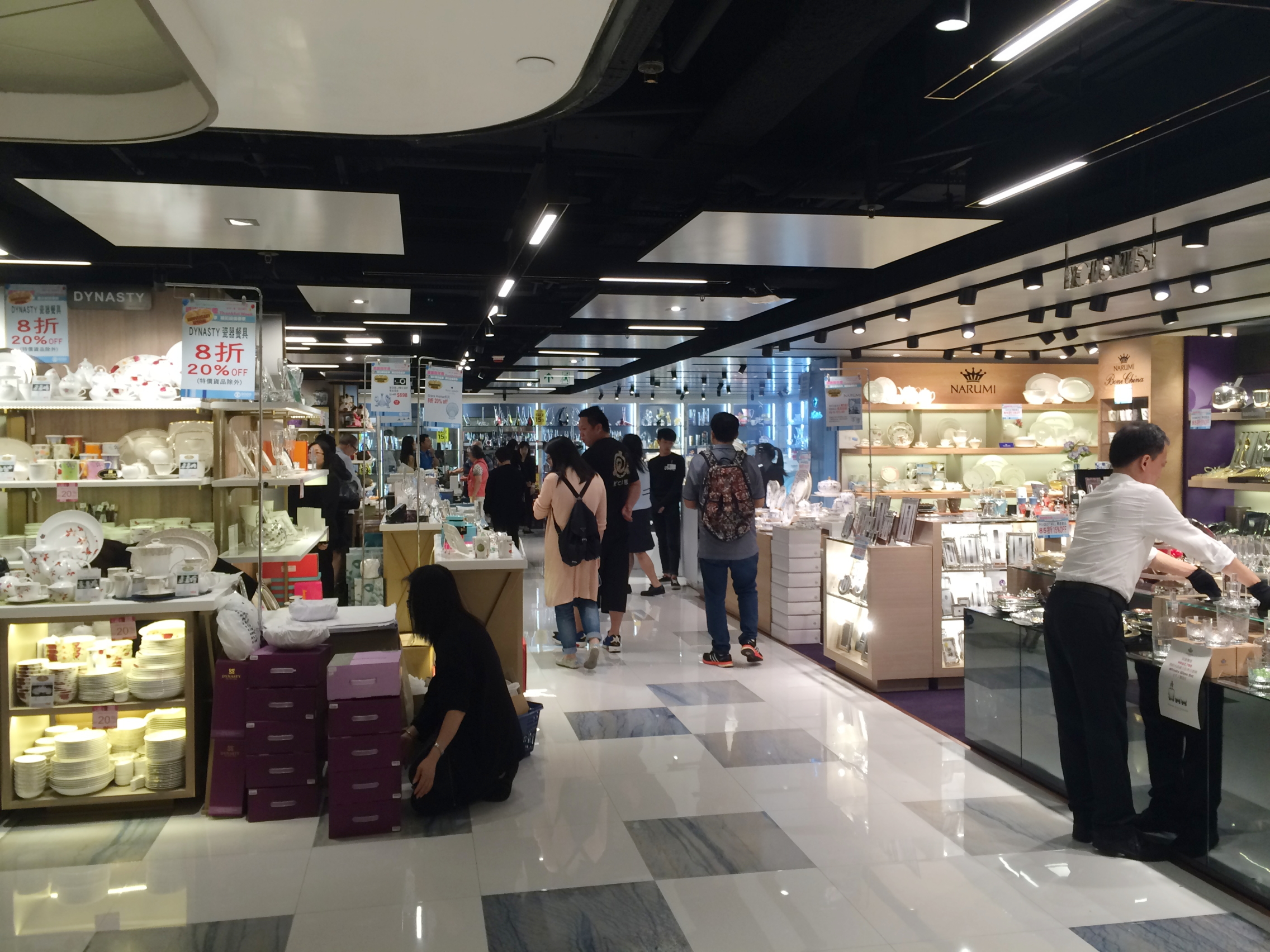
10樓餐具食器
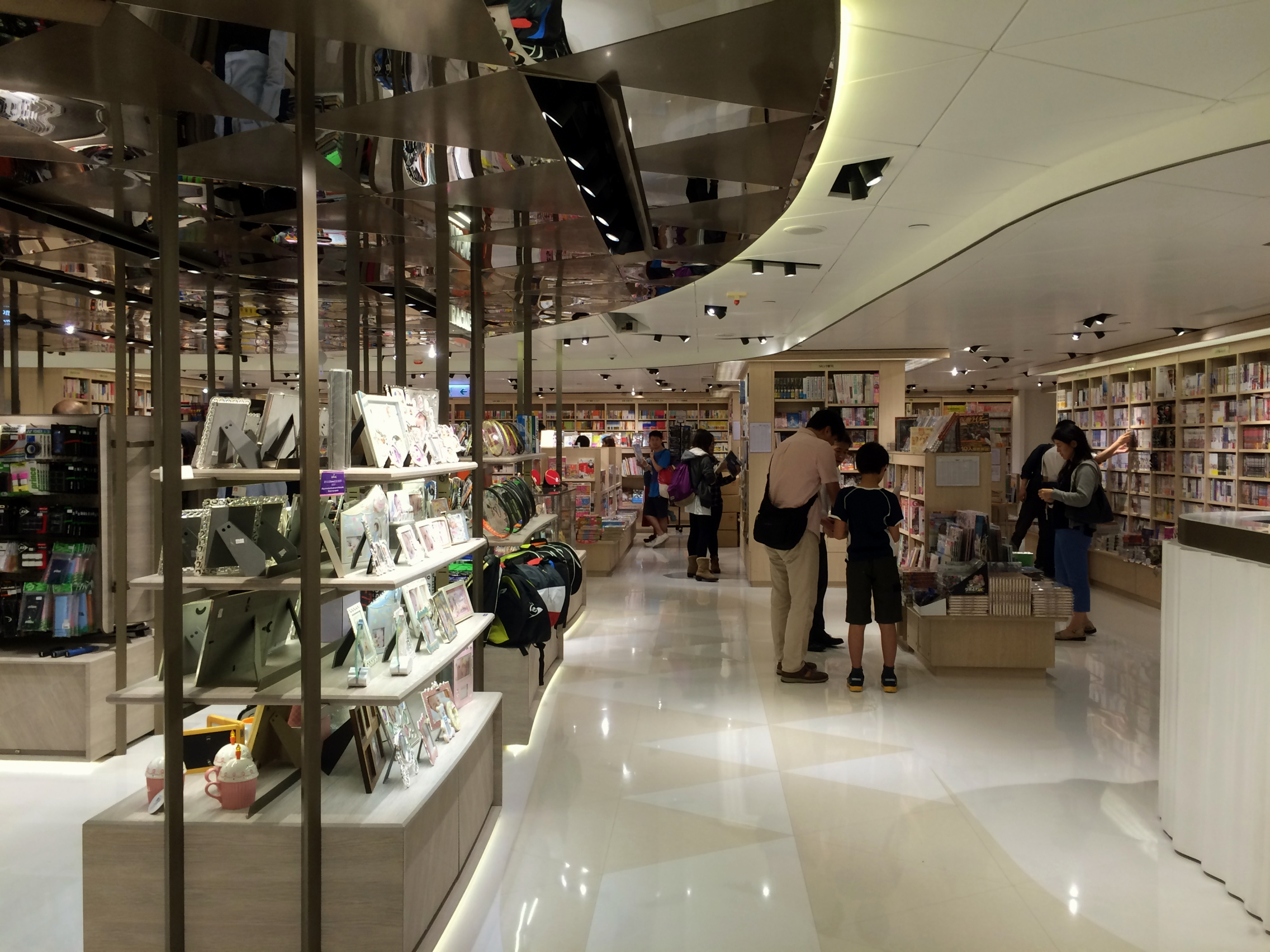
11樓Sogo Club
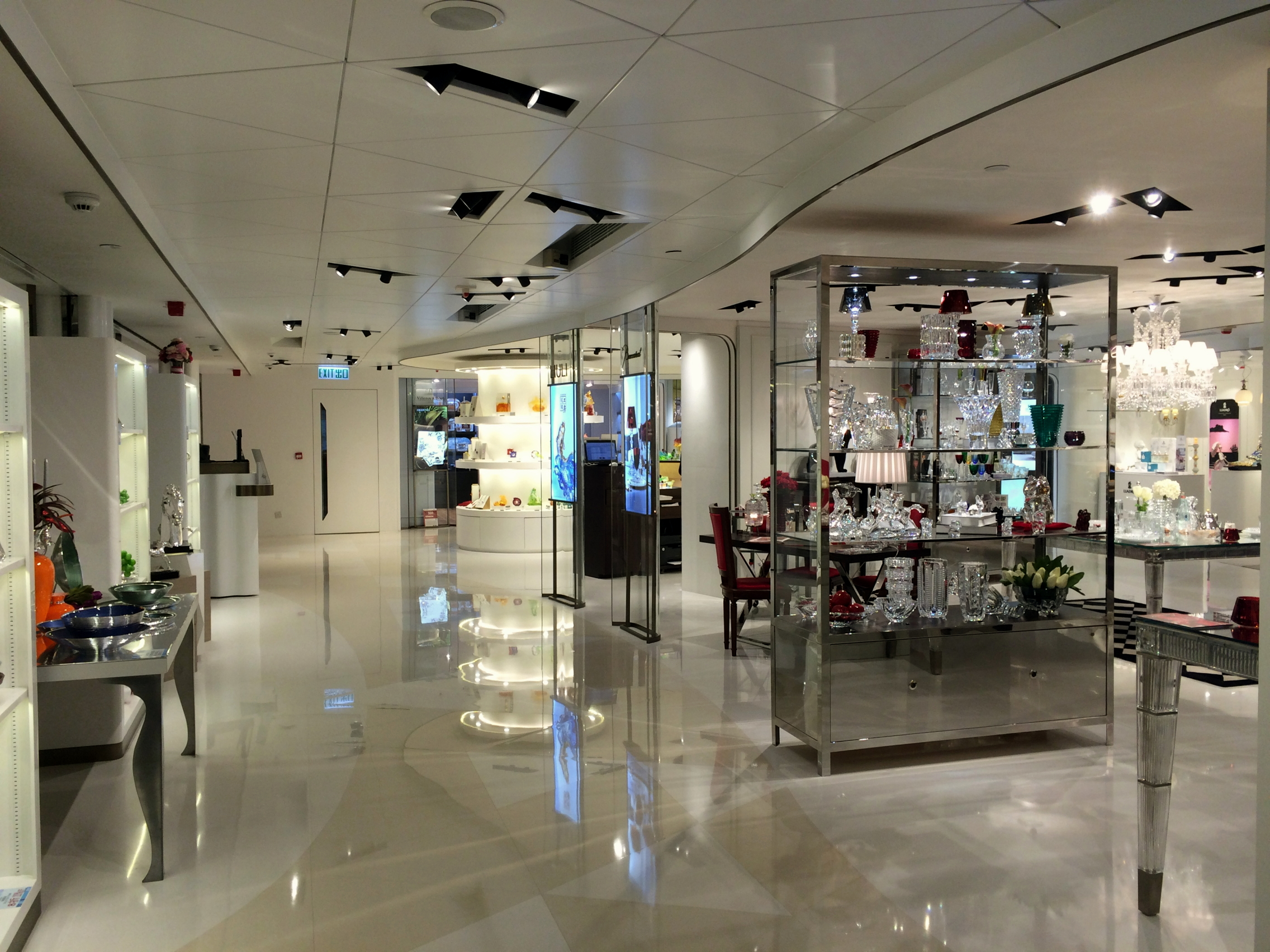
12樓著名瓷器及水晶精品店
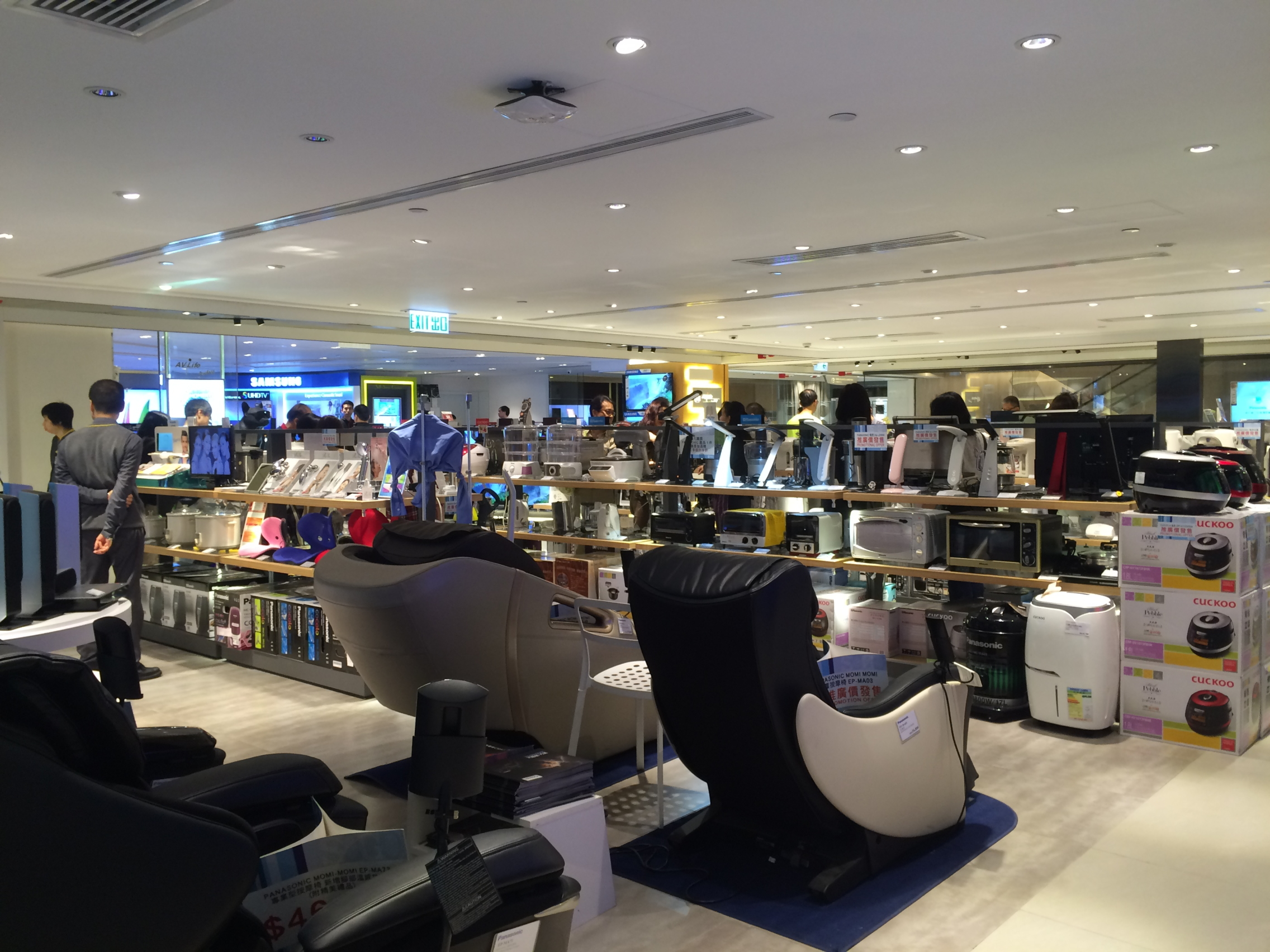
13樓樂聲牌陳列室及家庭電器
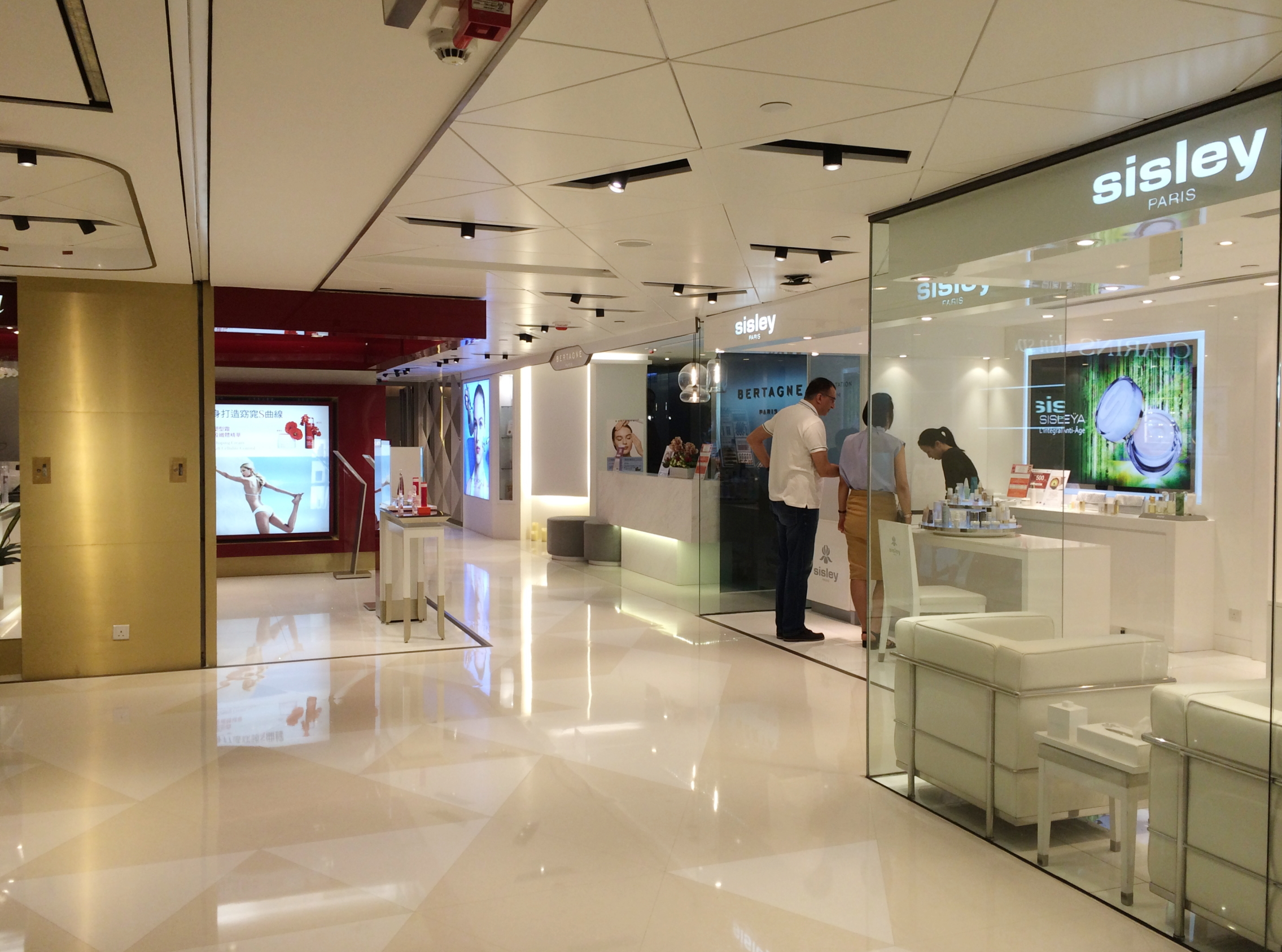
14樓男/女士護理服務
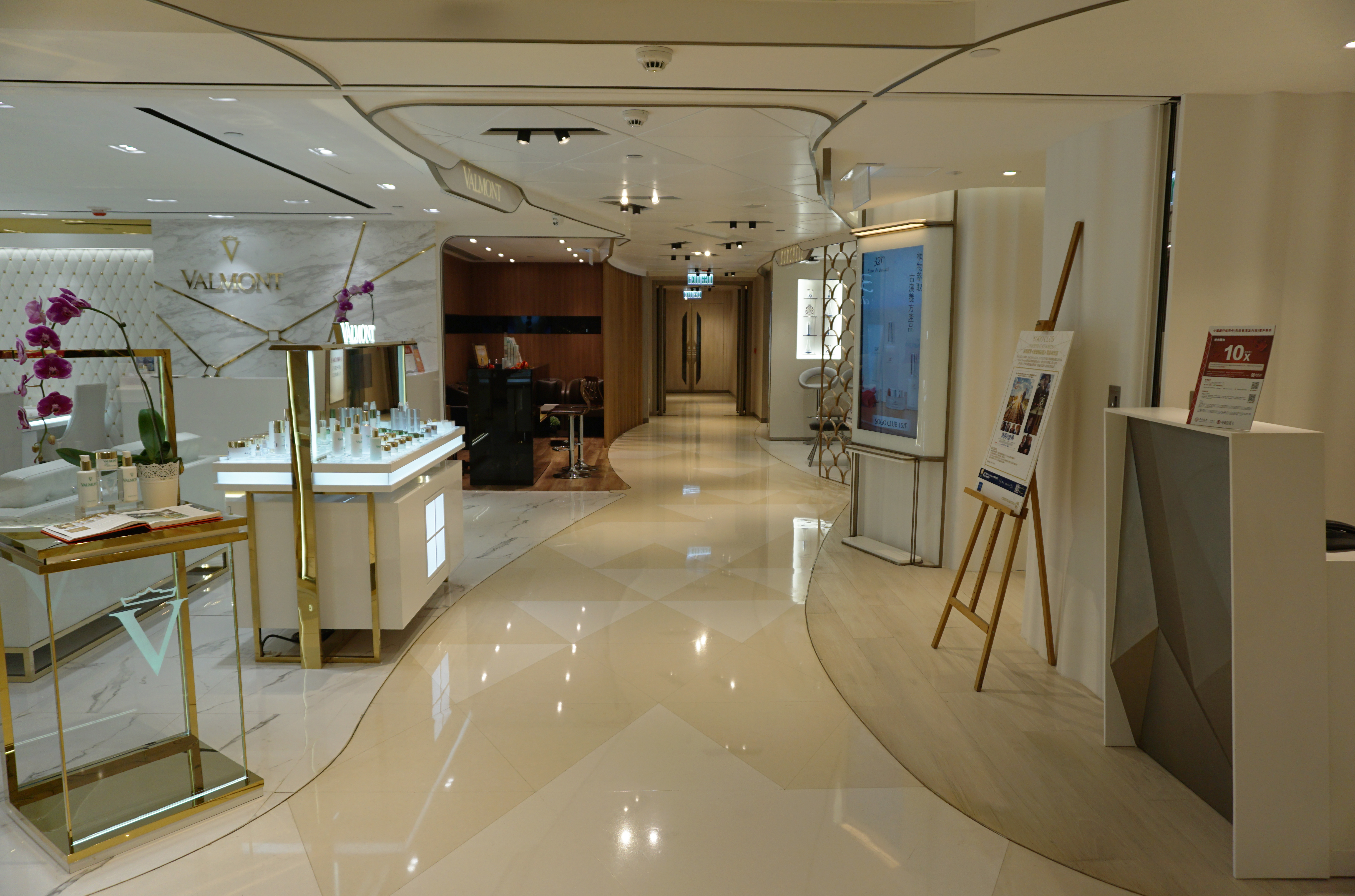
15樓美研中心
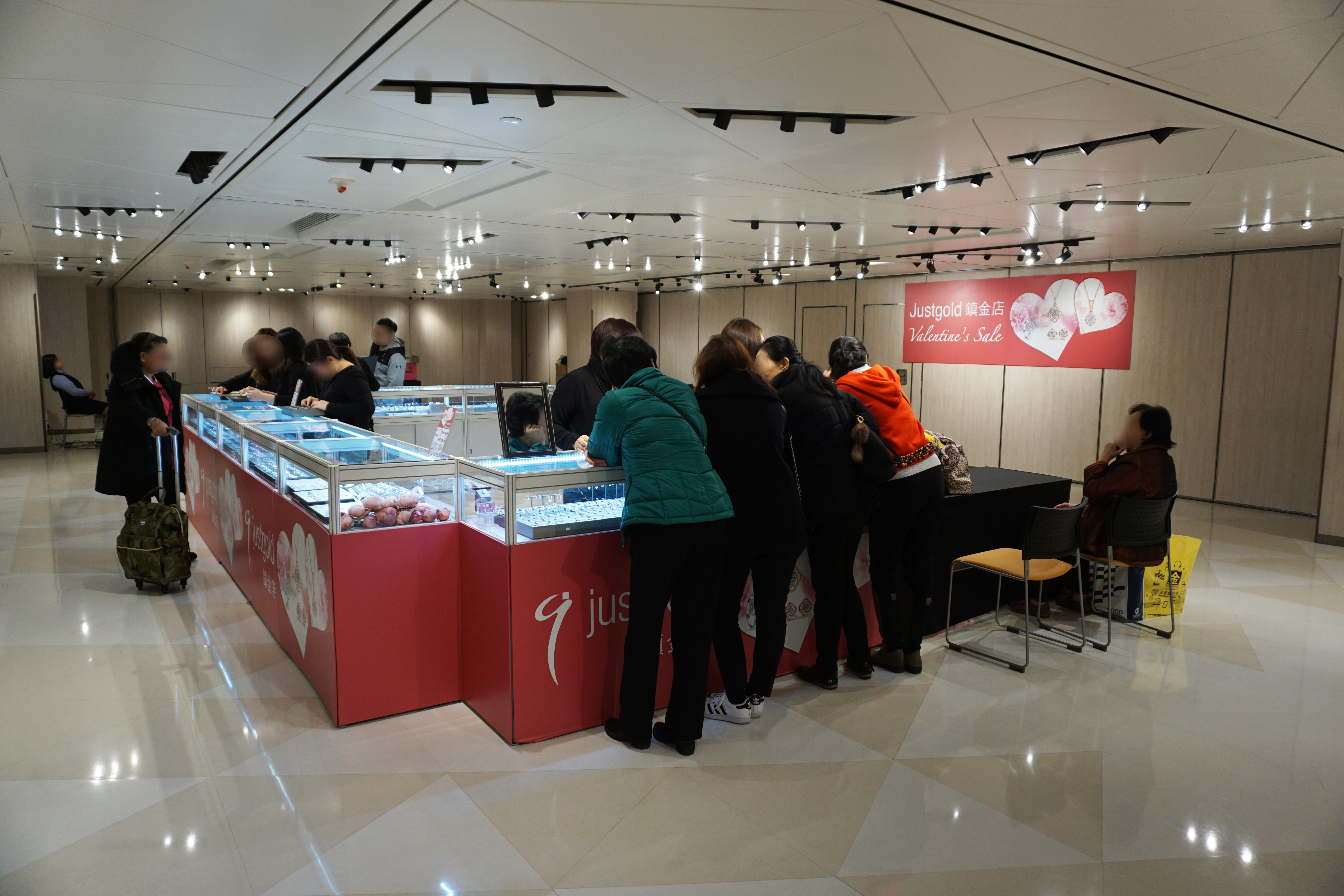
16樓崇光活動廳

## 尖沙咀店（第一代）（已結業）

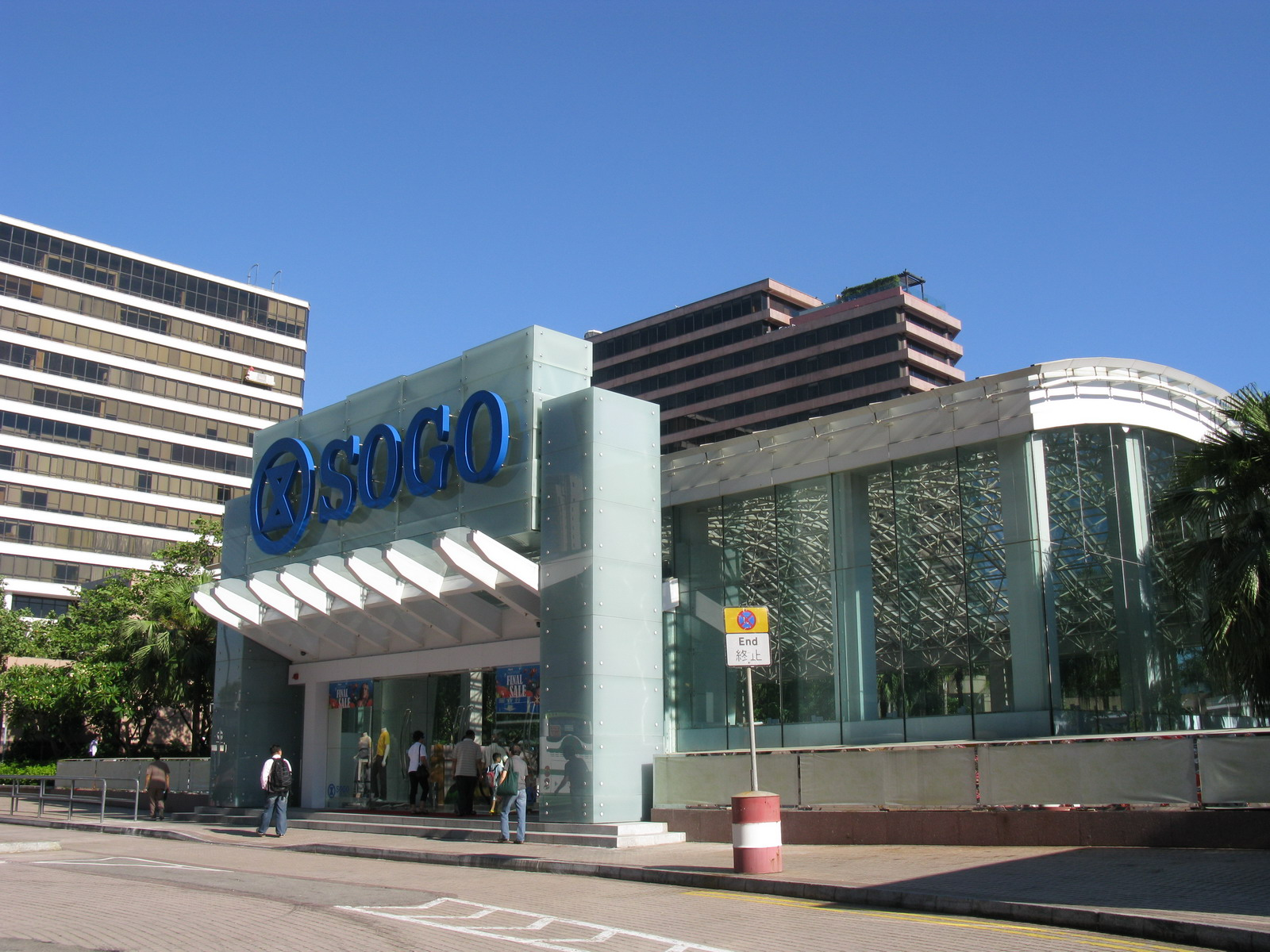
尖沙咀崇光百貨（第一代）外貌（日間）

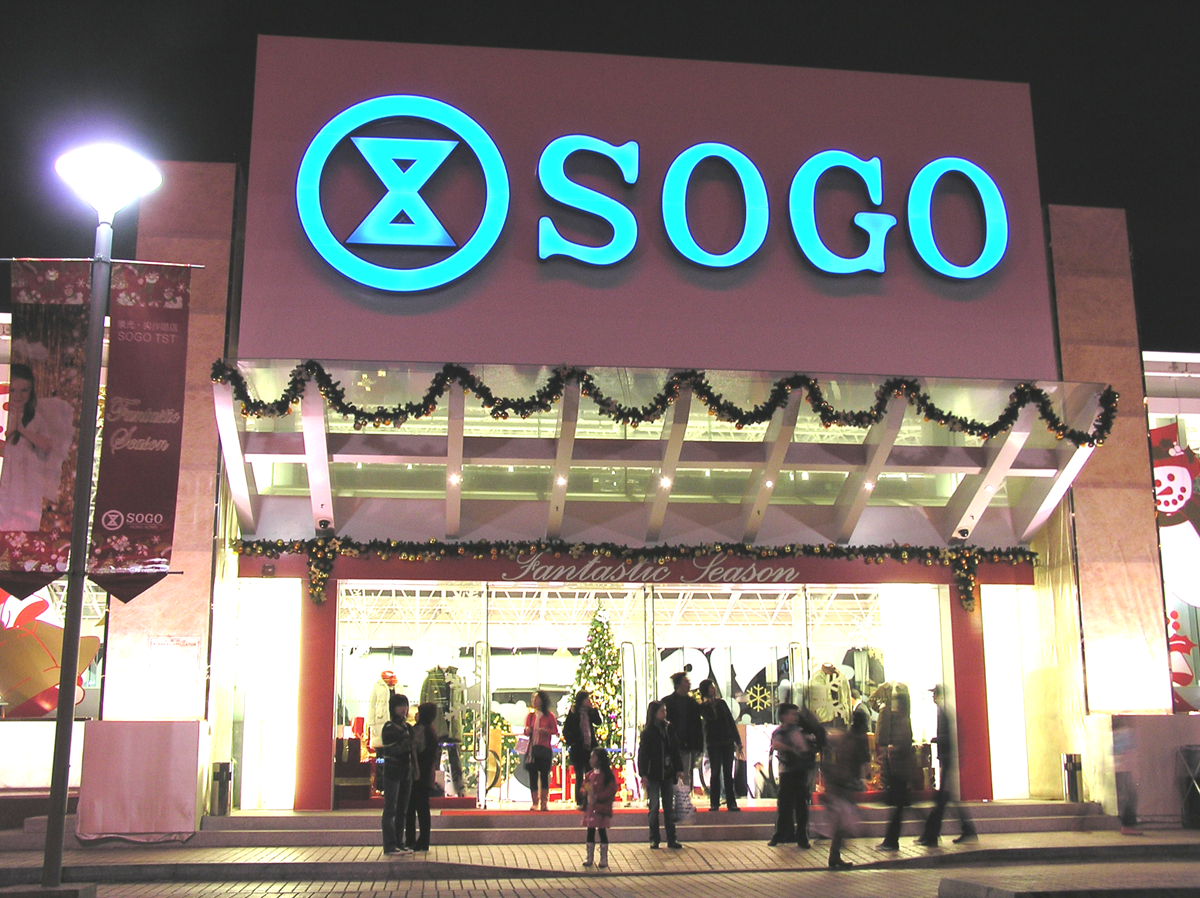
尖沙咀崇光百貨（第一代）外貌（晚間）

香港崇光百貨尖沙咀店於2005年9月30日於名店城開設，該店分為兩層，總樓面面積11.5萬平方呎，售賣產品品牌超過150個。同時設有超級市場及美食廣場。不過到2012年7月31日，新世界發展方面以計劃拆卸名店城為理由向利福國際提早解約，故分店於2014年2月12日起結業。

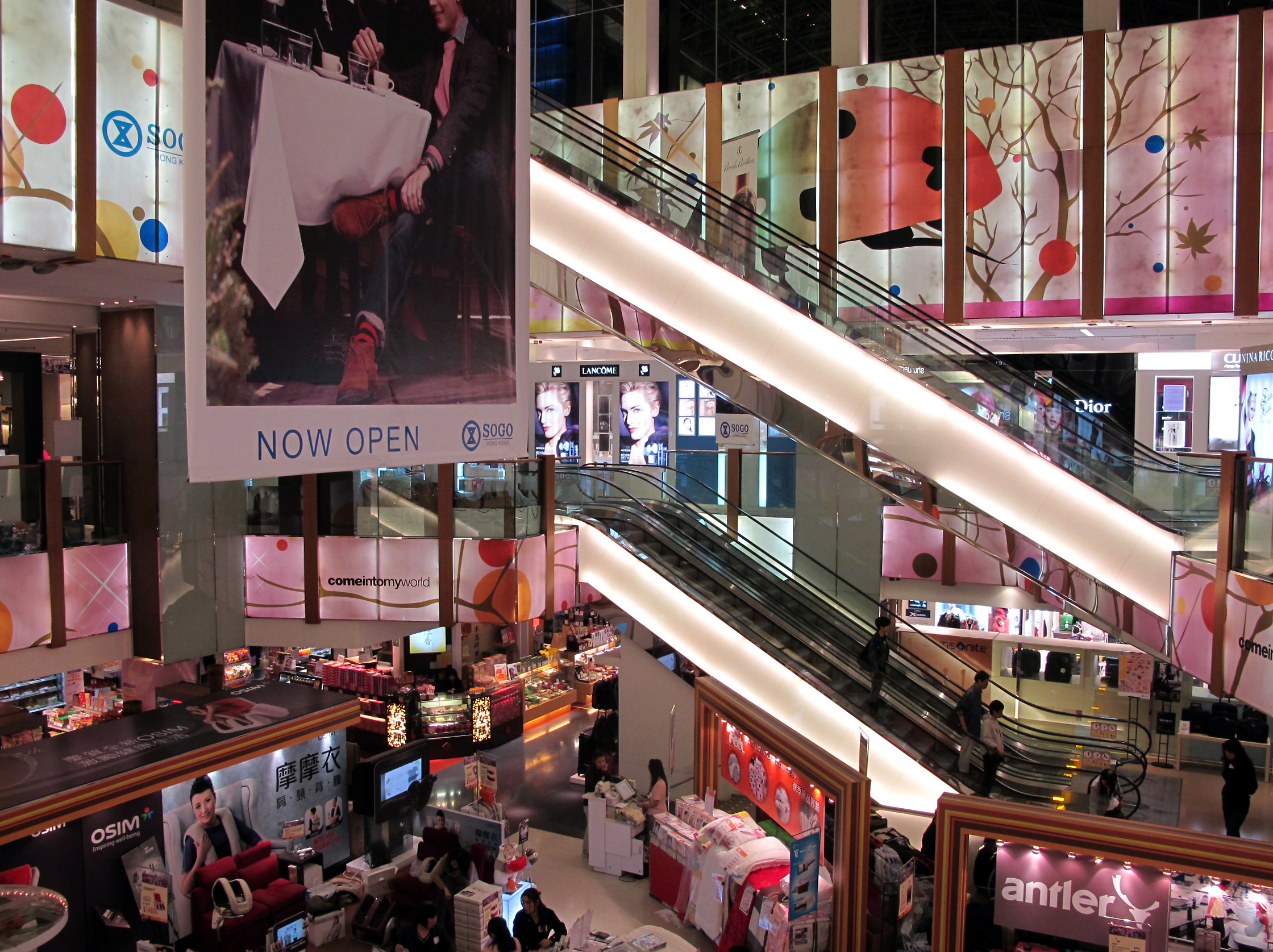
尖沙咀崇光百貨（第一代）中庭
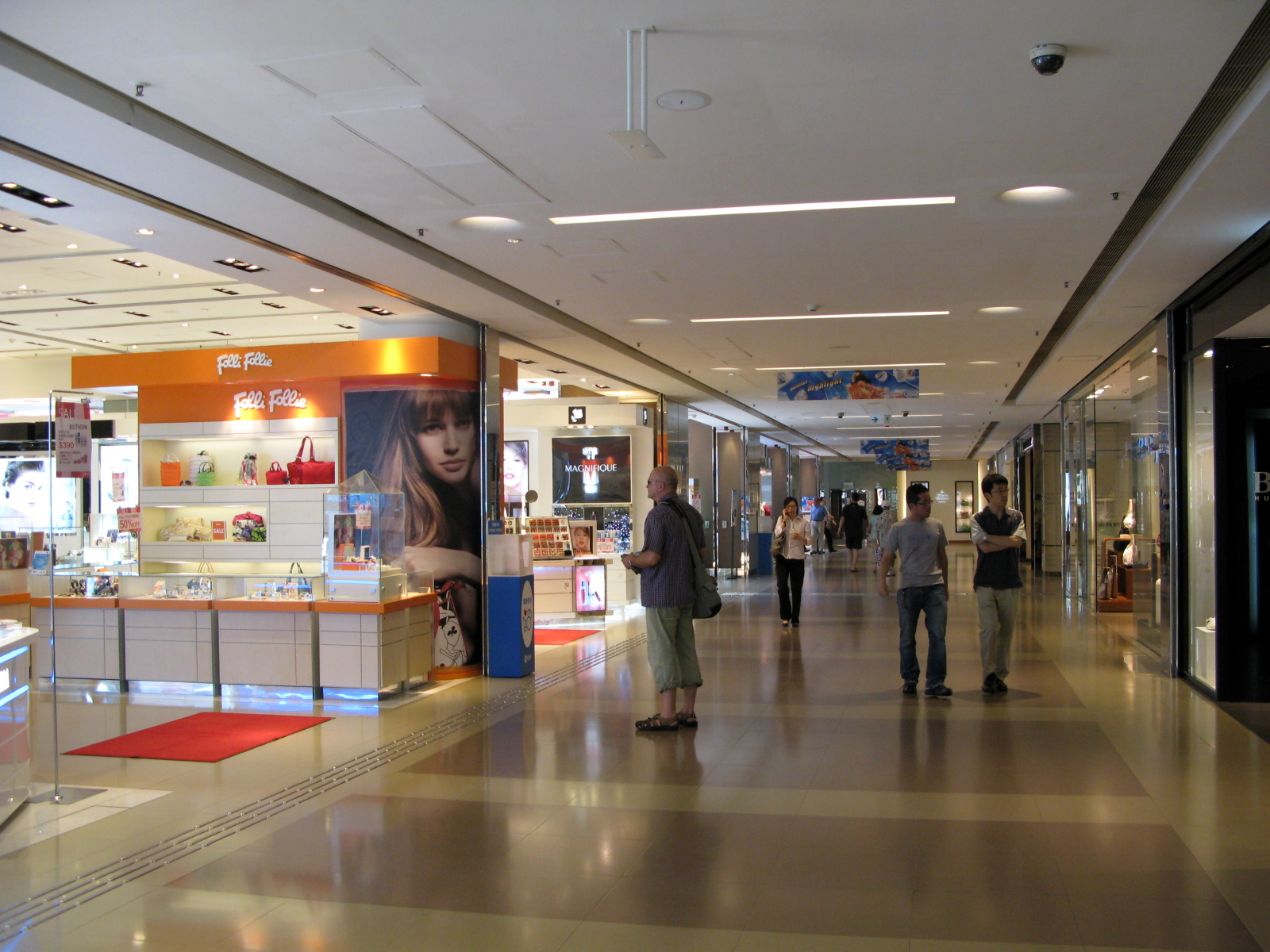
尖沙咀崇光百貨（第一代）通道

## 尖沙咀店（已結業）

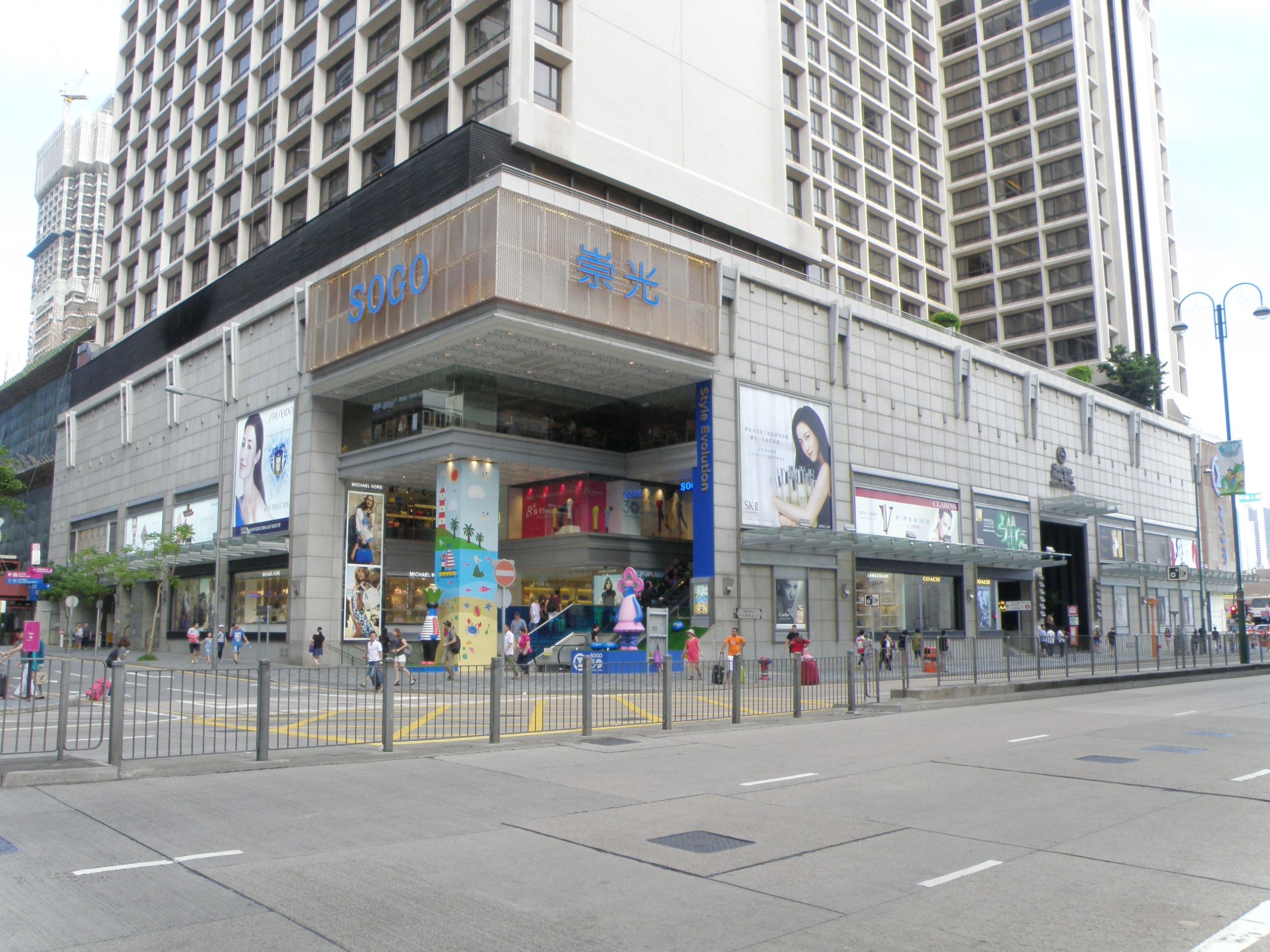
尖沙咀崇光百貨外貌

到2014年11月8日，遷至香港喜來登酒店商場。該店一共4層，建築面積約13,000平方米，貨品類型於初期有別於銅鑼灣店，以化妝品、名牌手袋及配飾、運動服裝及男女服飾為主，不設超級市場及美食廣場。後來到2015年5月1日，尖沙咀崇光Freshmart超級市場正式開業，位於地庫一樓，並引入設有三家餐飲商店的美食廣場及餐飲專櫃包括，首次來港的鯛魚燒店Croissant Taiyaki及朱古力店The Cocoa Trees。
2023年1月9日，崇光百貨宣佈於同年3月12日結業。

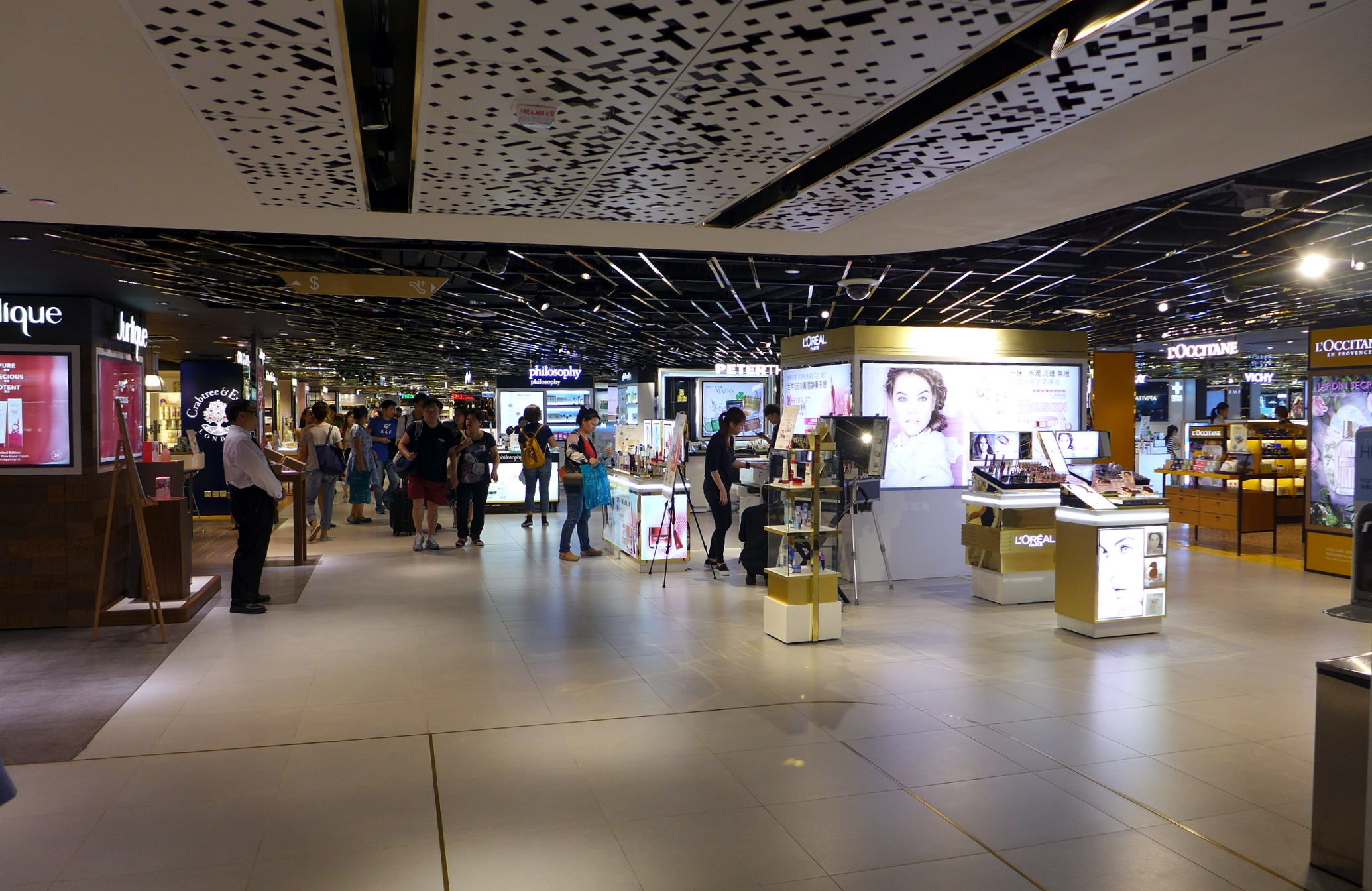
B1層名牌化妝品專區
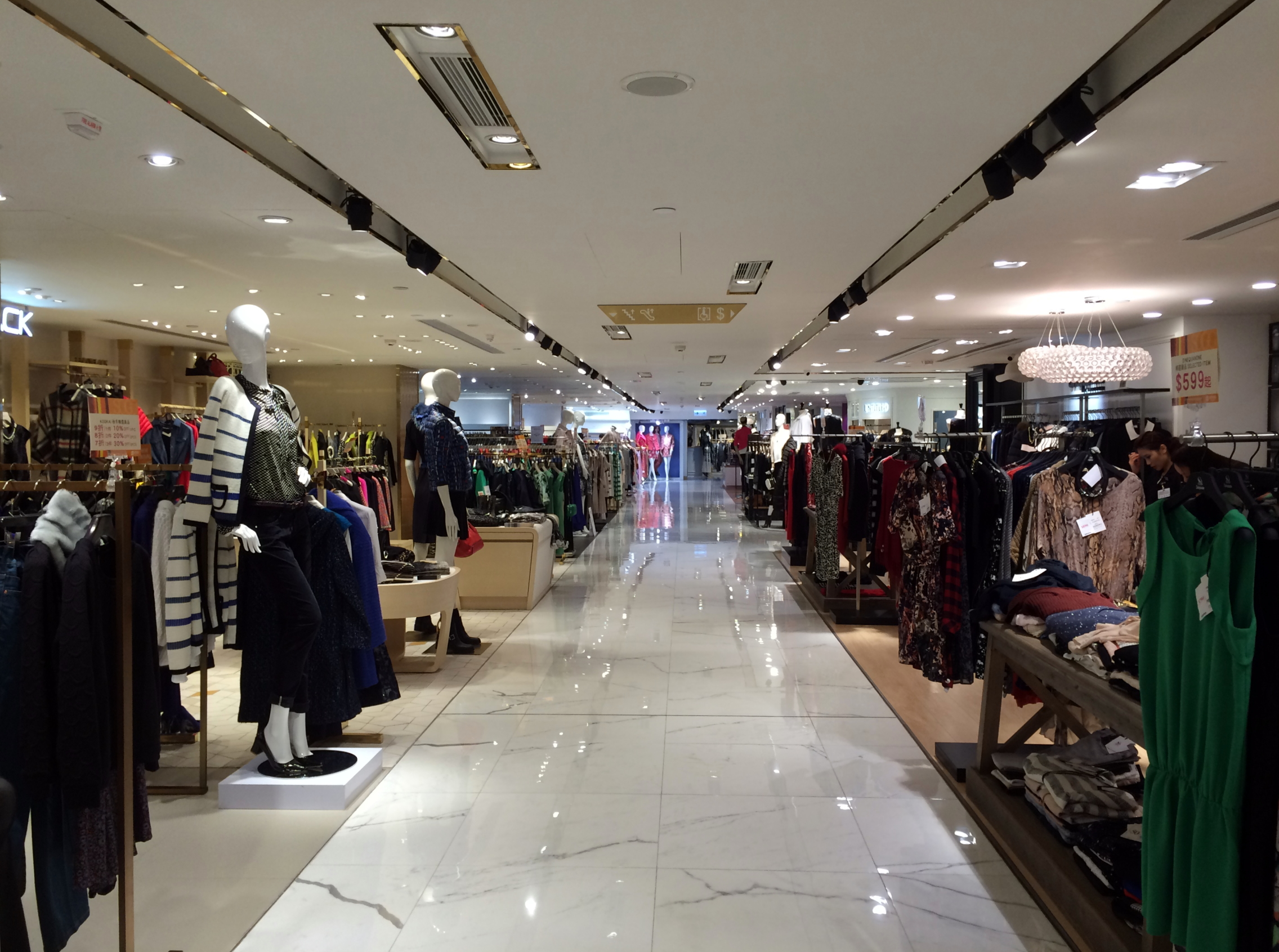
LG層女士服裝及配飾區
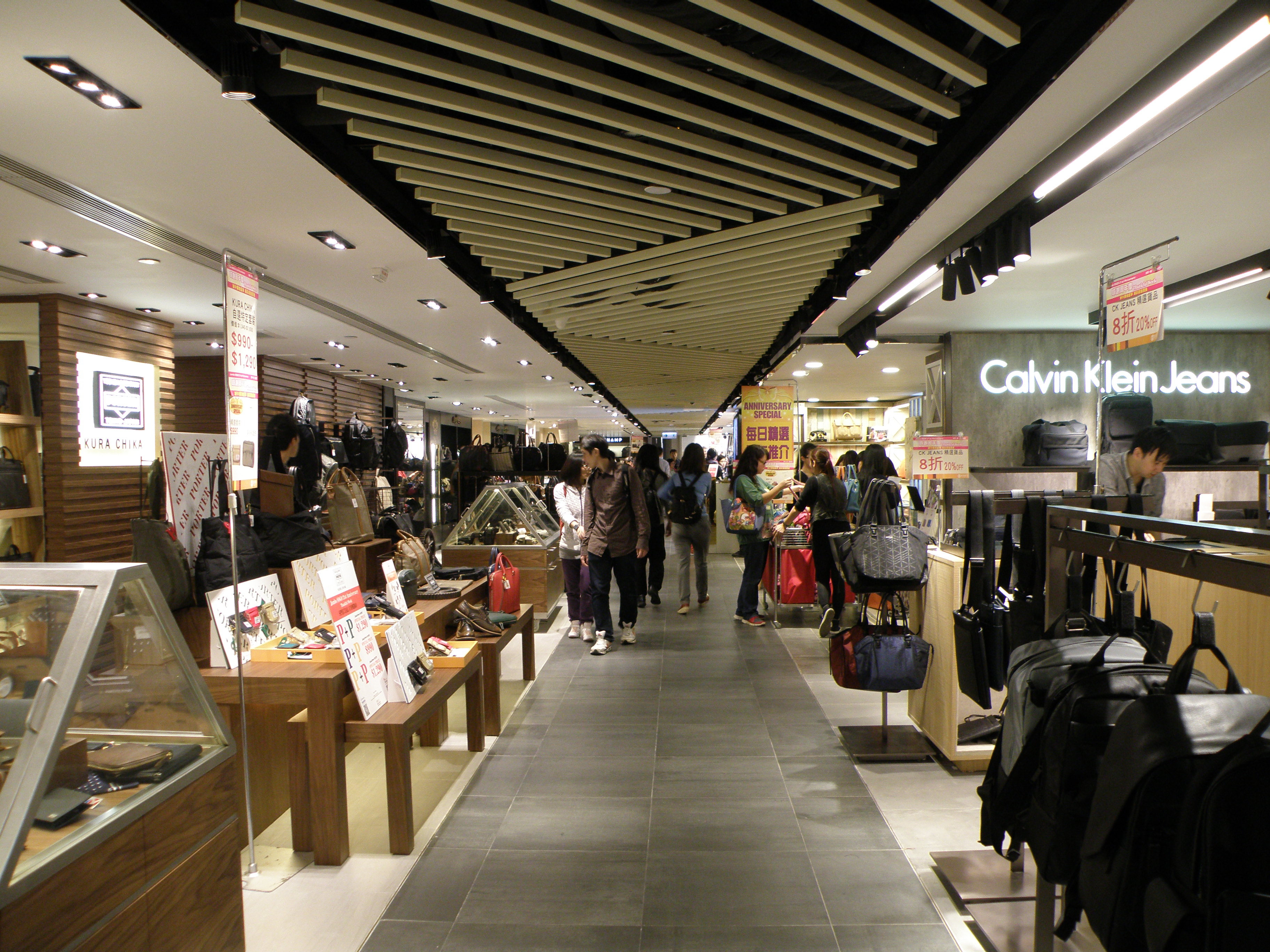
1樓名牌手袋區

## 啟德旗艦店 The Twins 雙子匯

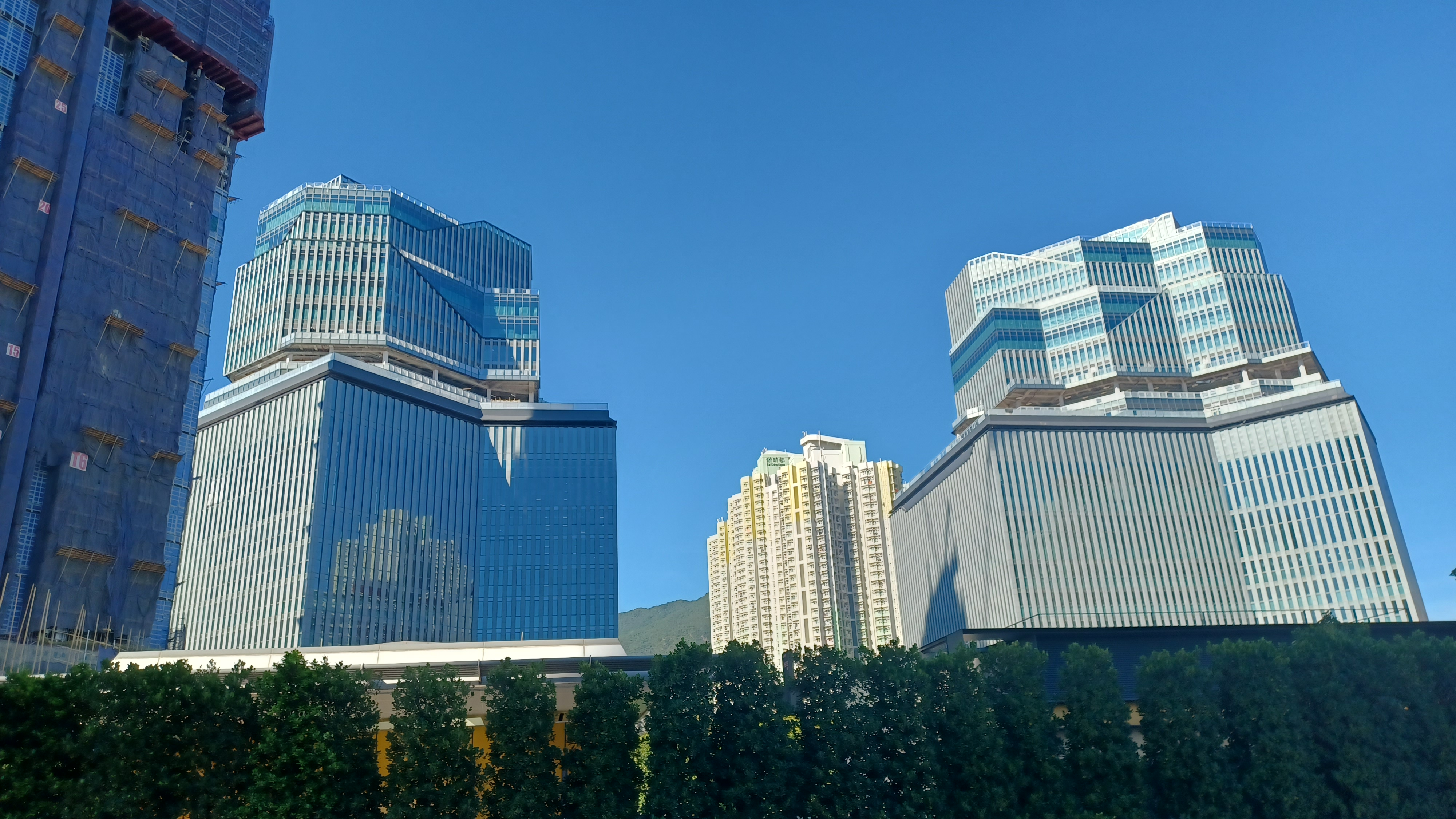
崇光啟德旗艦店

啟德旗艦店雙子塔命名為The Twins雙子匯，樓高20層，樓面110萬方呎，原預計2023年年底開業，最後延遲到2024年11月15日，將會有700多間商舖。其中第1座Tower I為“體現出日式百貨公司的優雅氣質”的購物空間，B1至9樓為崇光百貨，10樓將設置樓底約兩層的藝術展覽空間。12樓餐廳層戶外設有平台花園，13樓亦會設一個有蓋的空中花園。14至15樓有高級餐飲，16至20樓為崇光辦公室和貨倉。
而第2座Tower II為生活品味平台，B1層為超級市場，地下至8樓設有多類型商鋪，9至10樓設Sports Hall和電影院。12樓為美食廣場，13樓為有蓋的空中花園，14和15樓設餐廳，至於16至20樓則為男/女士護理服務和美妍中心。

## 爭議事件

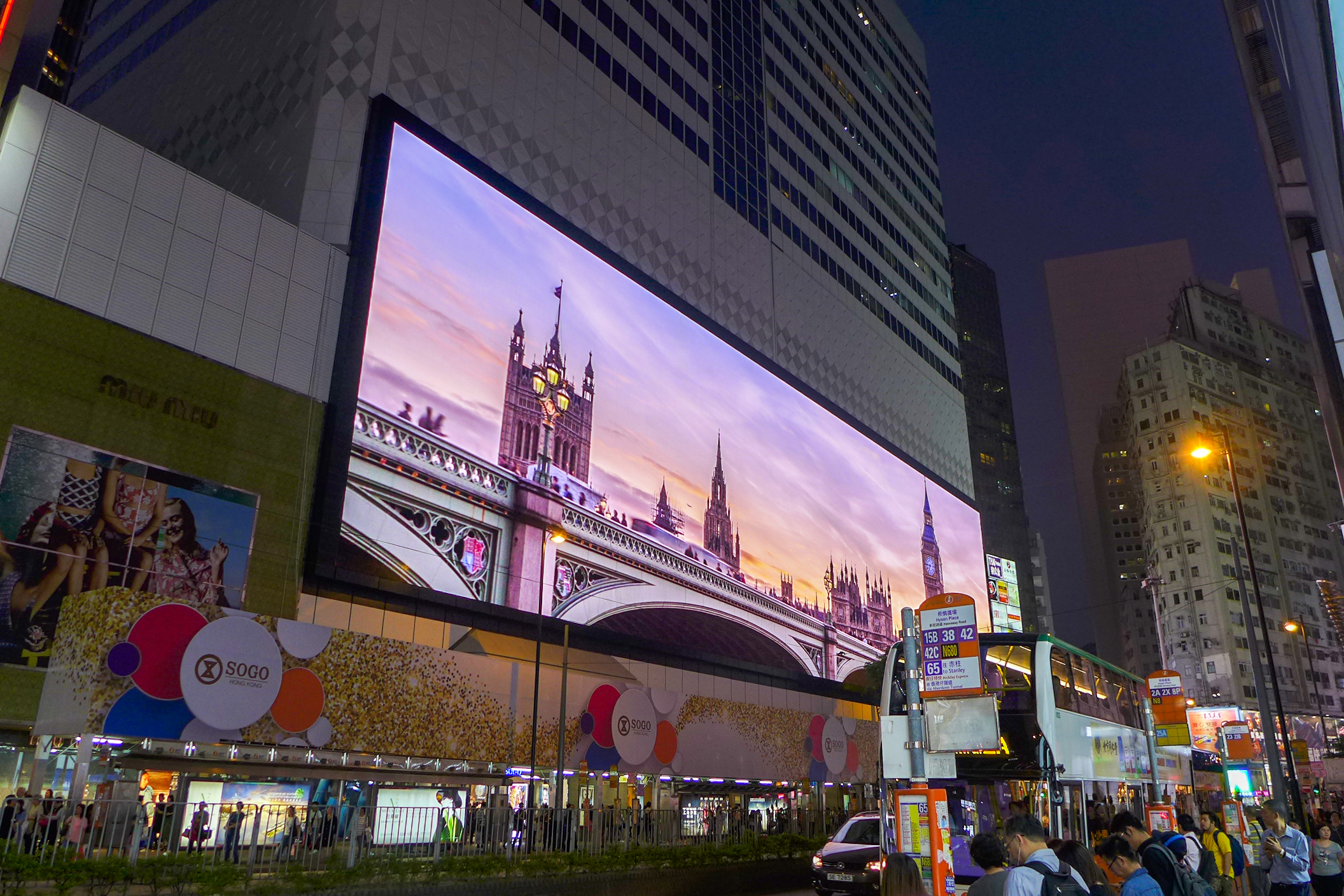
崇光百貨大電視在10月27日啟用前一天才宣佈啟用，首日播映世界大城市風景和大自然短片

- 2012年7月颱風韋森特襲港期間，有人向電台投訴，表示祟光百貨要求員工於8號信號除下後1.5小時內回到公司，否則當遲到論，遲到1分鐘，會扣減合共1000元的勤工獎奬金。記者其後採訪，指大部分員工就此事不作回應，稱公司要求「封口」。有離職員工表示工作環境緊張，每天需提早出門15至30分鐘到達。若員工有醫生紙，每月申請病假超過一日也會失去勤工獎。勞工處助理處長（勞資關係）許柏坤呼籲僱主體諒及包容員工，並已聯絡投訴人跟進個案。[10]

- 2016年10月，有工作僅約兩周的女員工疑因工作壓力太大，工資與工作量不成正比為由跳樓自殺，搶救後情況危殆。但崇光百貨發言人指女事主非公司員工。[11]

- 2017年崇光百貨翻新後，外牆建由日本三菱電機製造的一幅高6層樓、闊約72米、高逾19米，總面積近1400平方米的巨型電視屏幕，相當若5個網球場，為亞太區最大戶外電視。附近居民及區議員憂心，該屏幕將加劇區內光污染，其閃光滋擾怡和街上行駛的汽車司機及路上行人。區議員亦去信崇光百貨，但一直未有回應。崇光百貨以負責同事出差為由不作回應。[12]崇光百貨大電視在10月27日啟用前一天才宣佈啟用，指未來將播放與「客戶、社會及崇光百貨訊息有關的內容」。首日播映世界大城市風景和大自然短片。[13]

- 2021年6月，傳真社報道，崇光百貨在2001年5月註冊的公契，列明大廈B2層至11樓為商業範圍，12至22樓為辦公室範圍。但在2004年疑未經政府部門批准下，將新翼12至16樓「辦公室」用途改為商場，涉違反地契。資料顯示，公司在2004年3月向屋宇署申請將新翼的11至16樓加建扶手電梯連接各樓層，而平面圖顯示用途為辦公室。同一星期，利福國際公開招股，招股章程顯示11至16樓翻新後設書店、美容中心和髮型屋等。其後屋宇署批出文件，標明11至16樓用途為辦公室。報導懷疑當年崇光百貨向屋宇署申請改建的文件與用途不符。之後11至16樓包裝成「會員制」的SOGO CLUB，並無限制進入人數，報導亦指出可能未符合走火通道要求。地政總署回覆稱沒有違反地契條款，而大廈公契在2001年4月批准後，也沒有收到修訂申請。屋宇署亦指出沒有收到有關樓層提交重大更改用途，亦沒接獲非法更改用途舉報；署方在2021年5月視察該處用作會址，同時沒有發現目前的用途對樓宇結構或消防安全構成明顯危險。[14]

- 銅鑼灣店顧客大多以的士作為主要交通工具，有不少的士違例等客，導致阻礙巴士停站。在2017年2月當區時任區議員伍婉婷反指向崇光百貨外及怡和街巴士停站路線過多，特意讓市區的士可駛至巴士站上落客，而巴士則需要「讓路」，須讓的士駛離巴士站後，再於相應巴士站停泊好後方可上落。有關安排觸發廣泛不滿，巴士車長按章埋站行動，網民並向相關言論作出聲討。伍婉婷其後就此事表示抱歉。[15]

## 交通
銅鑼灣店
啟德店

## 鄰近
銅鑼灣店
- 希慎廣場
- 銅鑼灣廣場
- 東角中心
- 香港大廈
- 銅鑼灣地帶
- 翡翠明珠廣場
- 世貿中心

啟德店
- AIRSIDE

## 外部連結
- 香港崇光百貨 （页面存档备份，存于）